# Františkovy Lázně
Františkovy Lázně (německy Franzensbad) jsou lázeňské město v okrese Cheb v Karlovarském kraji, 5 km severně od Chebu. Žije zde přibližně 5 600 obyvatel. Od roku 2021 je město na seznamu Světového dědictví UNESCO spolu s Mariánskými Lázněmi a Karlovými Vary v rámci položky Slavná lázeňská města Evropy.

## Historie lázní

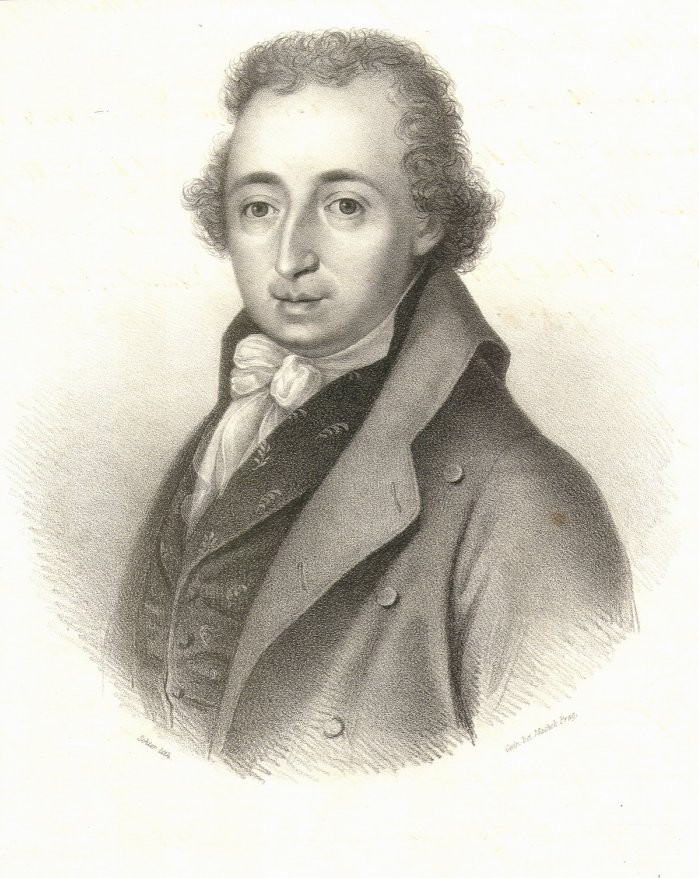
Dr. Bernhard Adler, zakladatel lázeňského provozu

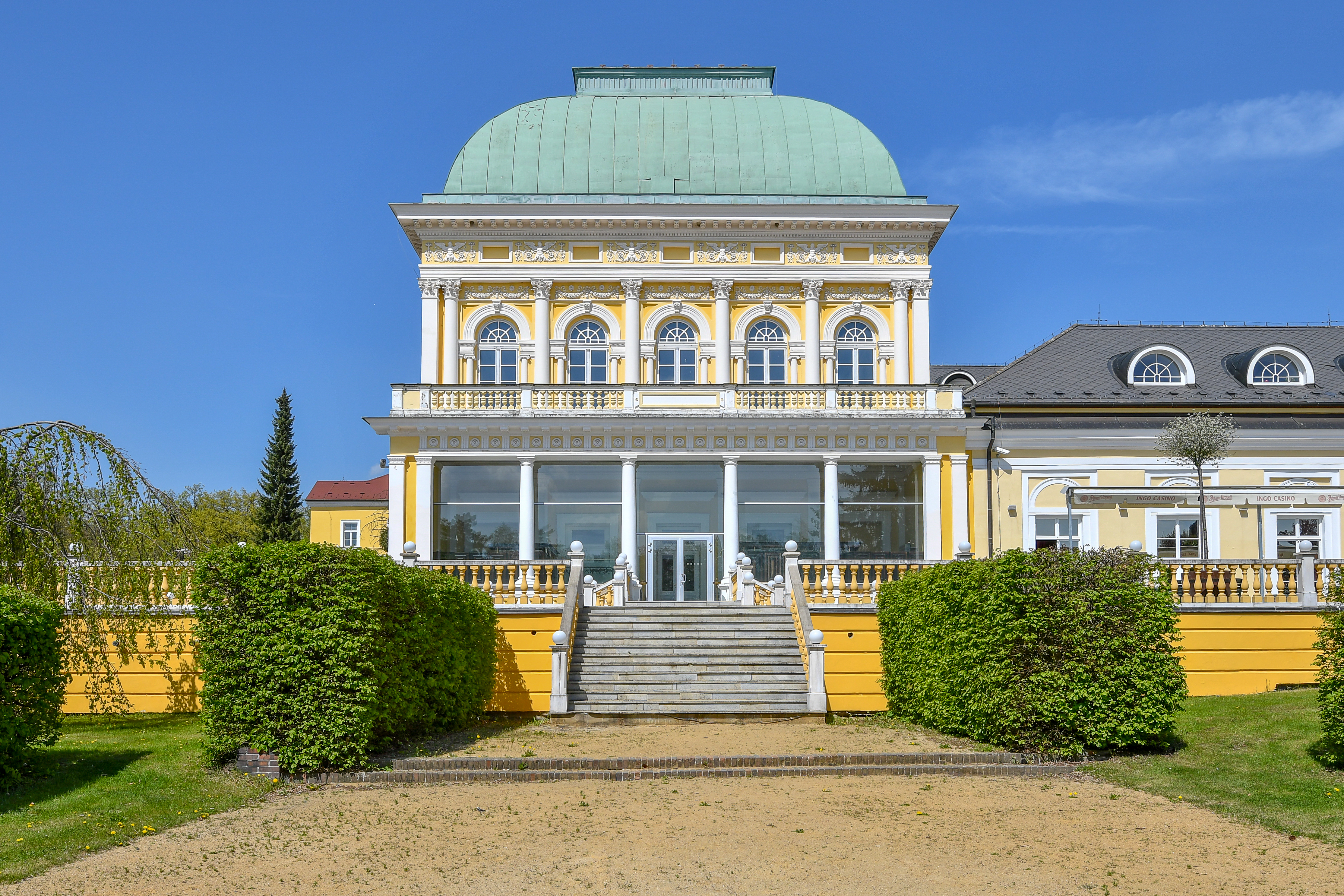
Kasino ve Františkových Lázních

Léčivé účinky zdejších pramenů jsou známy od 15. století. Vodu z pramenů používali nejen místní obyvatelé, nýbrž byla prodávána i po celém Německu. V roce 1700 prodej františkolázeňské vody v Německu převýšil objem vody pocházející ze všech německých lázní. Město bylo založeno v roce 1793 císařem Františkem I., po němž také nese svoje jméno. Za zakladatele lázeňského provozu jako prvních slatinných lázní na světě je považován lékař Bernhard Adler (1753–1810), rodák z Chebu.
Ochrana zdrojů minerálních vod a celé zřídelní struktury prošla postupným vývojem. V roce 1866 bylo výnosem č. 1086 stanoveno ochranné pásmo s poloměrem 1500 m a středem na zdroji Solný.
Horní hejtmanství v Praze provedlo výnosem č. 374 ze 4. března 1882 změnu – stanovilo kruhové ochranné pásmo s rozlišením na vnitřní a vnější. První dlouhodobě platné a uznávané ochranné obvody byly však stanoveny až výnosem Báňského hejtmanství z 1. října 1883 pod č. 2387. Výnos vymezil užší a širší obvod ochrany františkolázeňských pramenů proti hornické činnosti. V užším pásmu byla zakázána veškerá hornická činnost, zatímco v širším ochranném obvodu hornická činnost omezena nebyla v terciéru, avšak byly zakázány všechny práce v krystaliniku pod úrovní výtokové roury pramene František (434,4 m n. m.)
Tyto ochranné obvody platily až do roku 1959, kdy byla výměrem československého ministerstva zdravotnictví LZ/3-2884-15.9 stanovena prozatímní ochranná pásma pro Františkovy Lázně. Stalo se tak na základě nových poznatků z komplexního výzkumu Chebské pánve, ale zejména v reakci na negativní vliv erupce na vrtu H11. Tak byl zpřesněn průběh hranic užšího ochranného pásma podle rozsahu zřídelní struktury a značně rozšířeno vnější ochranné pásmo. Stalo se tak zejména z důvodu ochrany infiltračního povodí a území nebezpečného pro nepřímé ovlivnění režimu pramenů.
Návrh nových ochranných pásem předložený v roce 1962 nebyl přijat pro zásadní nesouhlas ministerstva paliv, neboť stanovil zákaz těžby hnědého uhlí. V roce 1975 byla prozatímní pásma rozšířena výnosem MZ ČSR č. 40/1975 částka 16–17/1975 Sb. Druhý návrh definitivních pásem, předložený v roce 1978 opět nebyl přijat. Tentokráte pro zásadní nesouhlas ministerstva zdravotnictví, neboť naopak těžební činnost povoloval.
Definitivní ochranná pásma byla stanovena až po sametové revoluci nařízením vlády 152/1992 Sb., a to na základě dalšího komplexního průzkumu a zhodnocení (Pazdera, 1978, Herzog 1985). Pásma respektují zákaz těžby hnědého uhlí v rozsahu všech tří stupňů ochrany.

## Obyvatelstvo
| Rok            | 1869  | 1880  | 1890  | 1900  | 1910  | 1921  | 1930  | 1950  | 1961  | 1970  | 1980  | 1991  | 2001  | 2011  |
| -------------- | ----- | ----- | ----- | ----- | ----- | ----- | ----- | ----- | ----- | ----- | ----- | ----- | ----- | ----- |
| Počet obyvatel | 1 307 | 2 008 | 1 944 | 1 828 | 1 918 | 2 524 | 2 473 | 1 510 | 2 655 | 3 110 | 3 653 | 3 582 | 3 422 | 3 362 |
| Počet domů     | 107   | 154   | 166   | 174   | 205   | 225   | 258   | 292   | 597   | 287   | 268   | 307   | 298   | 387   |

| Rok            | 1869  | 1880  | 1890  | 1900  | 1910  | 1921  | 1930  | 1950  | 1961  | 1970  | 1980  | 1991  | 2001  | 2011  |
| -------------- | ----- | ----- | ----- | ----- | ----- | ----- | ----- | ----- | ----- | ----- | ----- | ----- | ----- | ----- |
| Počet obyvatel | 3 070 | 4 397 | 4 354 | 4 382 | 5 239 | 5 608 | 6 497 | 3 335 | 4 752 | 4 849 | 5 192 | 5 184 | 5 261 | 5 481 |
| Počet domů     | 303   | 396   | 421   | 434   | 500   | 531   | 670   | 762   | 606   | 626   | 600   | 702   | 764   | 1 001 |

## Geografie a podnebí
Františkovy Lázně leží v západních Čechách, 5 km severně od města Chebu. Sousedními obcemi sídla jsou Poustka, Vojtanov, Třebeň, Skalná, Cheb a Libá.
Územím města protéká Slatinný potok. Oblast je bohatá na rybníky. Největší z nich je Amerika. Jeho západní část s ostrovem je chráněna jako přírodní rezervace a je významným hnízdištěm a migrační zastávkou vodního ptactva. Východní část rybníka slouží k rekreaci. V jižní části města leží přírodní rezervace Komorní hůrka.

### Místní části
- Aleje-Zátiší (k. ú. Františkovy Lázně)
- Dlouhé Mosty (k. ú. Dlouhé Mosty a Františkovy Lázně)
- Dolní Lomany (k. ú. Františkovy Lázně)
- Františkovy Lázně (k. ú. Františkovy Lázně a Slatina u Františkových Lázní)
- Horní Lomany (k. ú. Horní Lomany a Františkovy Lázně)
- Krapice (k. ú. Krapice a Jedličná)
- Slatina (k. ú. Slatina u Františkových Lázní a Františkovy Lázně)
- Žírovice (k. ú. Žírovice)

Od 1. ledna 1976 do 23. listopadu 1990 k městu patřila i Mýtinka, od 1. ledna 1976 do 31. prosince 1991 Ostroh, od 1. dubna 1976 do 23. listopadu 1990 Zelený Háj a od 1. ledna 1979 do 23. listopadu 1990 také Doubí, Dvorek, Horní Ves, Chocovice, Lesina, Lesinka, Nový Drahov, Povodí a Vokov.

### Podnebí
| Františkovy Lázně/Cheb – podnebí                            | Františkovy Lázně/Cheb – podnebí | Františkovy Lázně/Cheb – podnebí | Františkovy Lázně/Cheb – podnebí | Františkovy Lázně/Cheb – podnebí | Františkovy Lázně/Cheb – podnebí | Františkovy Lázně/Cheb – podnebí | Františkovy Lázně/Cheb – podnebí | Františkovy Lázně/Cheb – podnebí | Františkovy Lázně/Cheb – podnebí | Františkovy Lázně/Cheb – podnebí | Františkovy Lázně/Cheb – podnebí | Františkovy Lázně/Cheb – podnebí | Františkovy Lázně/Cheb – podnebí |
| Období                                                      | leden                            | únor                             | březen                           | duben                            | květen                           | červen                           | červenec                         | srpen                            | září                             | říjen                            | listopad                         | prosinec                         | rok                              |
| ----------------------------------------------------------- | -------------------------------- | -------------------------------- | -------------------------------- | -------------------------------- | -------------------------------- | -------------------------------- | -------------------------------- | -------------------------------- | -------------------------------- | -------------------------------- | -------------------------------- | -------------------------------- | -------------------------------- |
| Průměrné denní maximum [°C]                                 | 0                                | 1                                | 7                                | 13                               | 20                               | 22                               | 24                               | 22                               | 19                               | 13                               | 6                                | 3                                | 13                               |
| Průměrné denní minimum [°C]                                 | −5                               | −5                               | −2                               | 3                                | 10                               | 12                               | 15                               | 14                               | 10                               | 5                                | 1                                | −2                               | 5                                |
| Dní se srážkami                                             | 13                               | 12                               | 12                               | 13                               | 13                               | 13                               | 13                               | 13                               | 10                               | 13                               | 12                               | 13                               | 150                              |
| Zdroj: World Weather Information Service – Brno červen 2016 |                                  |                                  |                                  |                                  |                                  |                                  |                                  |                                  |                                  |                                  |                                  |                                  |                                  |

## Prameny

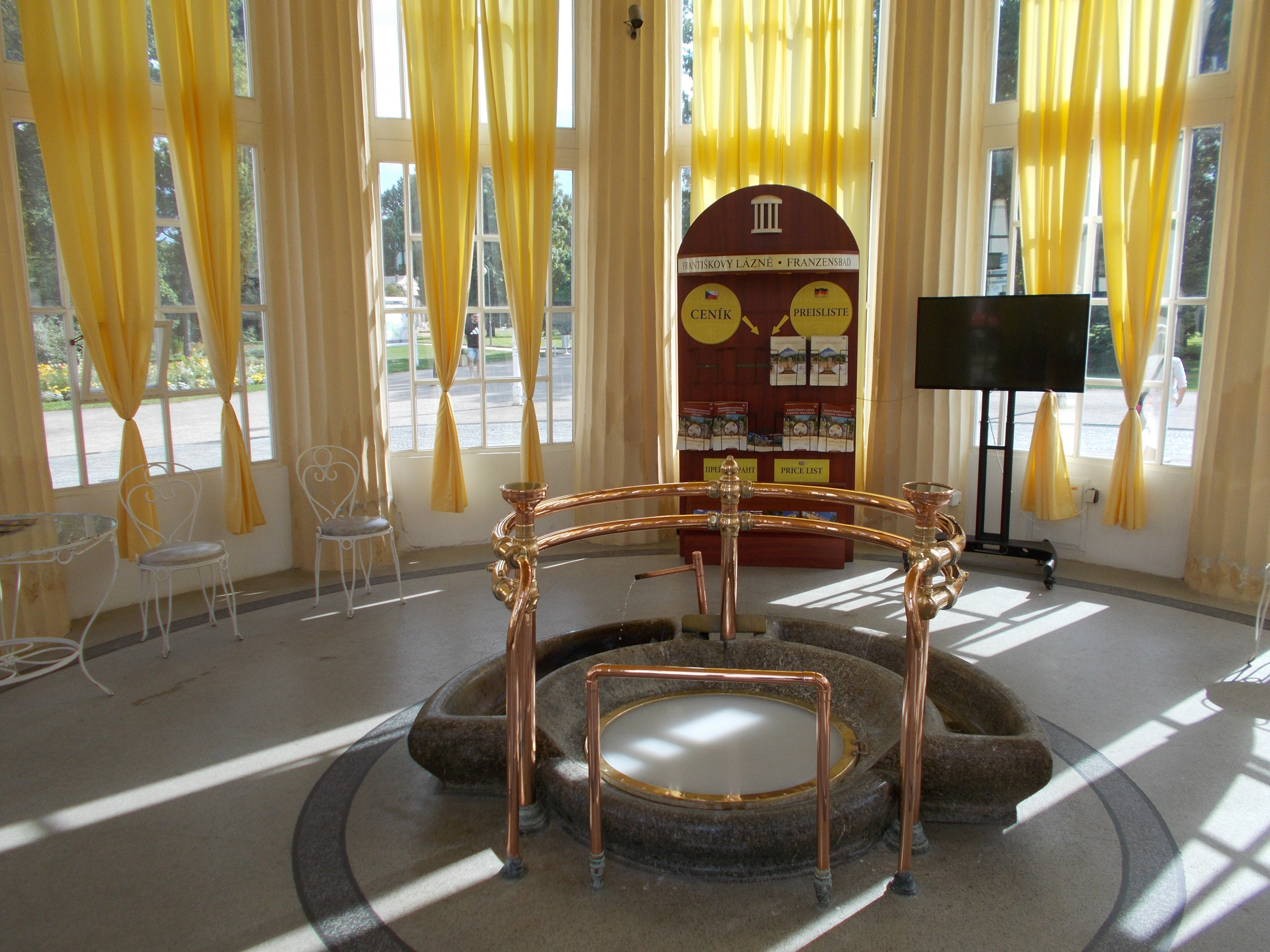
Františkův pramen

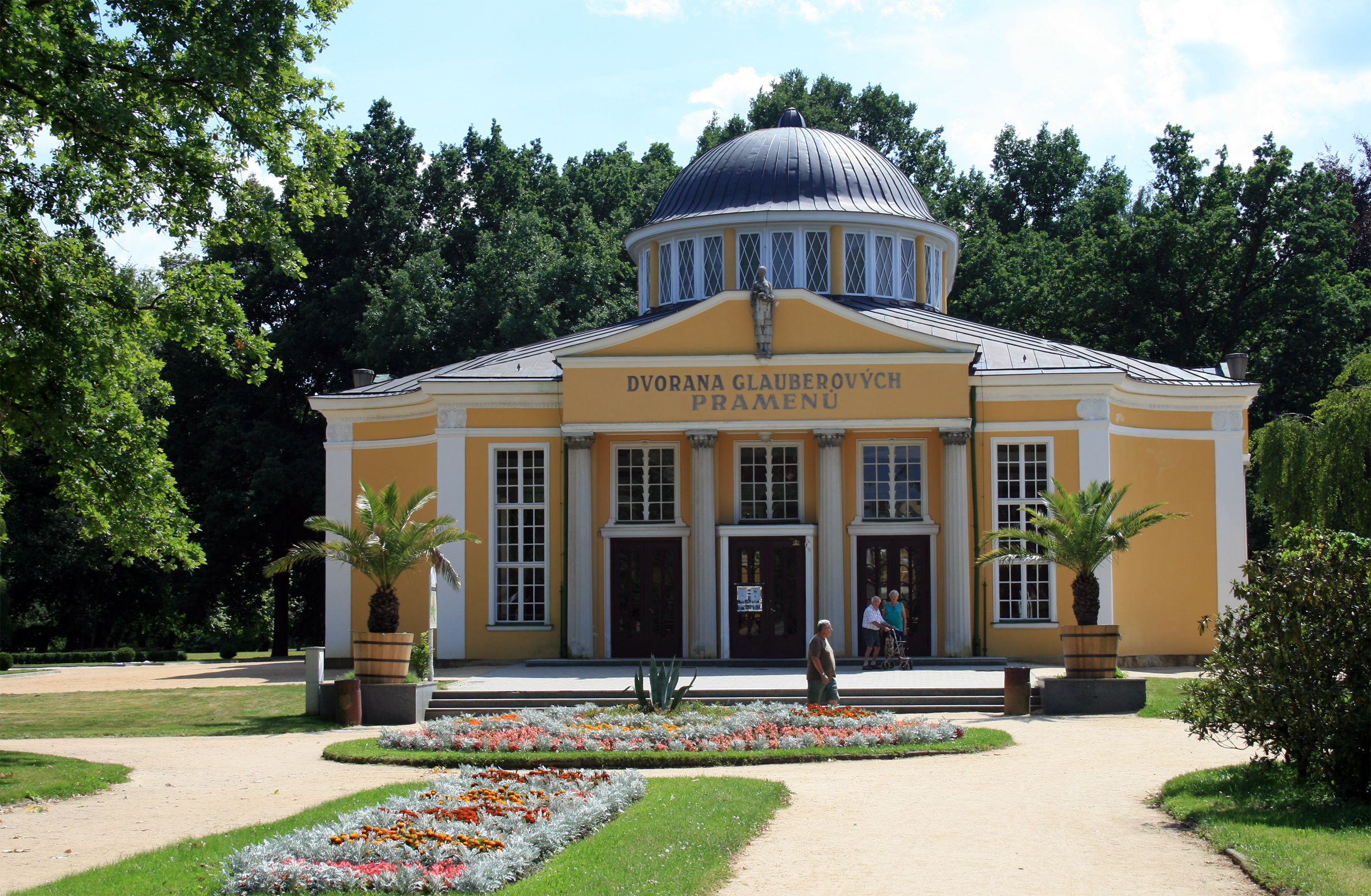
Glauberovy prameny

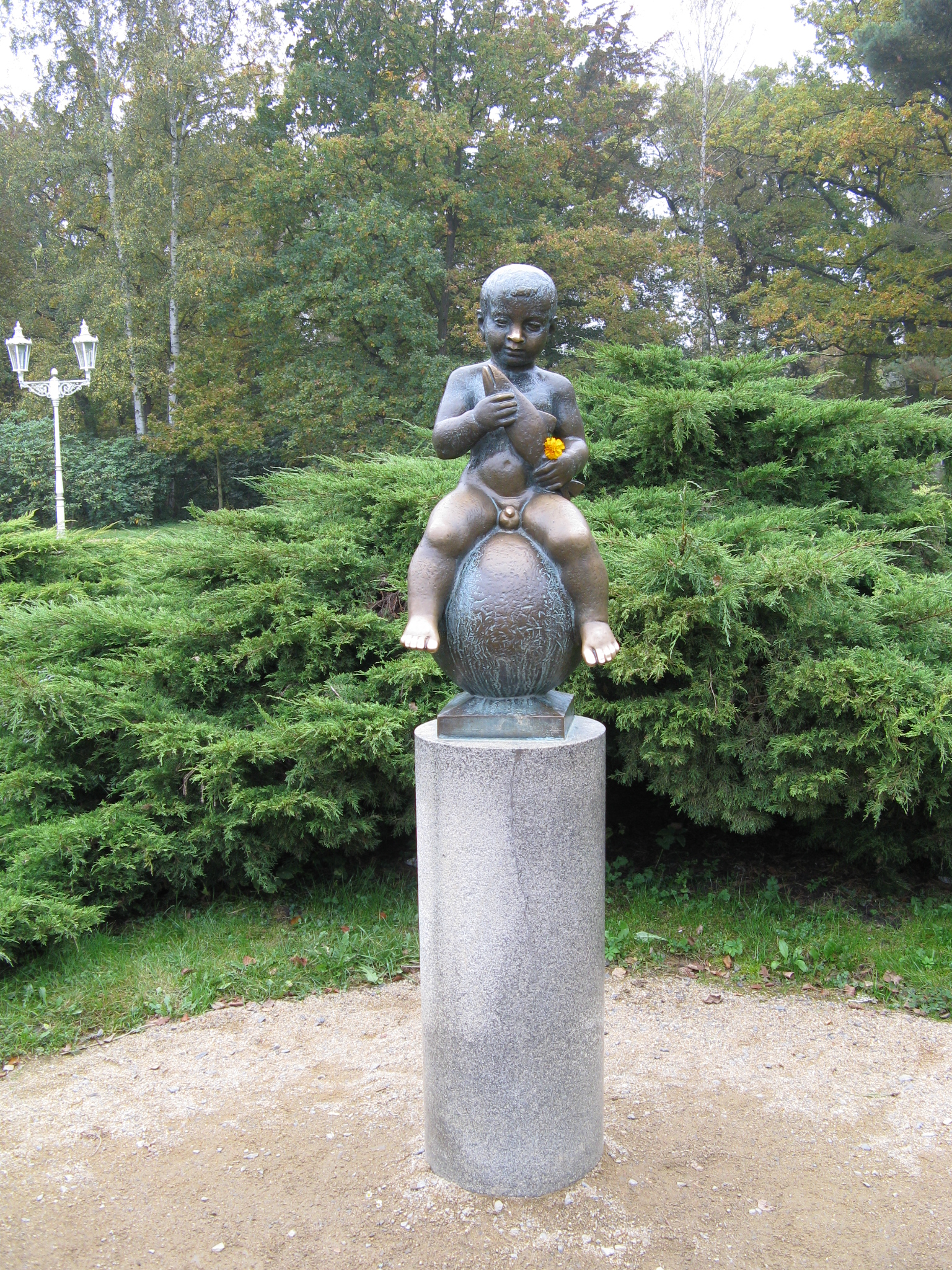
Soška chlapce zvaná František

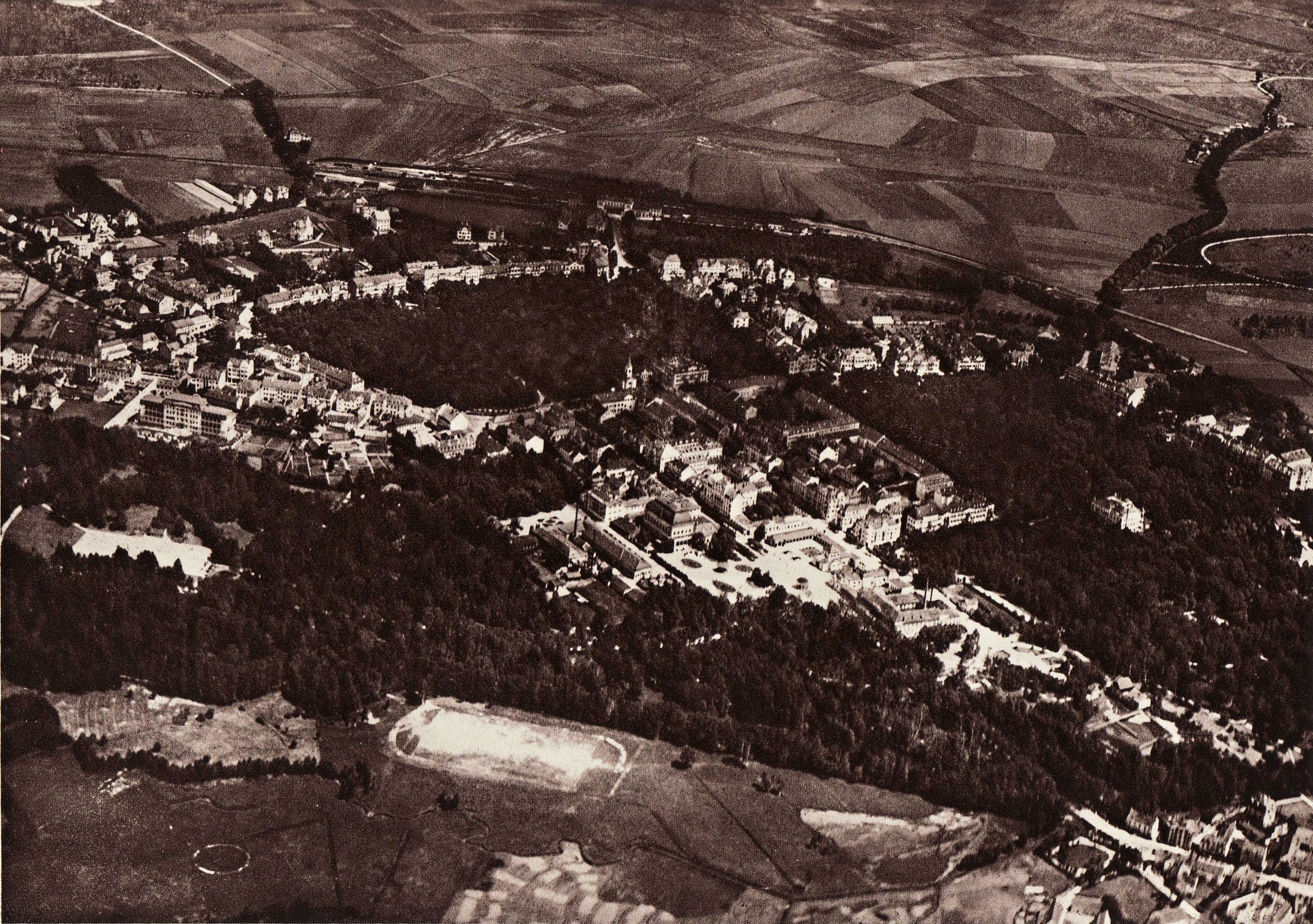
Letecký pohled na Františkovy Lázně z 30. let 20. století

Aktivně se využívá 23 pramenů vody typu Na2SO4, které jsou zachyceny mělkými jímkami a vrty, jež produkují přibližně 700 až 1 000 l/m. Teplota vody se pohybuje v rozmezí 8 až 13 °C o mineralizaci 1–20 g/l, obsah CO2 je v mezi 1,1 až 2,8 g/l.
Historikové kladou počátky využití pramenů až do pravěku, o čemž svědčí paleontologický nález osídlení, učiněný u zdroje Palliardi v roce 1960.
První konkrétní zmínkou o minerální vodě je kupní smlouva z roku 1406, konkrétnější údaje pochází až z roku 1502 (Engelharth) a 1542 (Brusch). První podrobnější popisy se týkají vývěrů minerální vody v oblasti dnešního Františkova pramene (zejména Macasius 1613), další pak Plynového pramene. První léčebné budovy byly postaveny u pramene již roku 1694 a zmínka o první stáčírně pochází dokonce z roku 1661.
Je zřejmé, že intenzivnější využívání minerálních vod je historicky poměrně staré. Z 18. a 19. století jsou známé zejména práce Adlera (1782), Reusse (1794), Hoffera (1799), von Osanna (1822), Palliardiho (1830) nebo Lautnera (1841). Lázně se začínají rozvíjet podle předem připravených plánů.
Od konce 18. století význam lázeňství rychle rostl a jeho atraktivita na sebe vázala velkou návštěvnost. Vzhledem k investicím do zřídelní základny byly v poměrně rychlém sledu nalezeny a podchyceny prameny minerálních vod v mělkých studních cca 3–4 metry pod terénem.
Seznam pramenů (řazeno abecedně):
Bosse (1887), Cartellieri (1860), František (1793), Herkules (1878), Loimann (1807), Luční (1823), Luisa (1807), Natálie (1878), Nový (1849), Palliardi (1870), Plynový pramen Marie (1791), Solný (1819), Studený (zvaný též Vedlejší, 1813), Štěpánka (1878), Wiedermann (1907), Západní prameny (1902), Železnatý (1863) a Žofie (1878?). Jímací zařízení byla postupně zdokonalována a rekonstruována nejčastěji do podoby vyzdívaných jímacích zvonů. Některé z vyjmenovaných pramenů již zanikly.
Významným předělem byl rok 1822, kdy stáčírnu minerálních vod ve Františkových Lázních získal do nájmu Josef August Hecht. Díky technickým inovacím (hermetické plnění lahví bez přístupu vzduchu) dokázal zvýšit export minerální vody a ekonomicky oživit lázně.
Hlubší zachycení minerálních vod není zcela jasně zmapováno, zejména ve svých počátcích. První údaje o záchytu minerálních vod ve spodním souvrství se týkají tzv. „Vrtu v Císařských Lázních“, který byl vyhlouben v roce 1889. Dochované údaje však pocházejí až z let 1919 (Neudert, příp. Knett) a 1922 (Päckert). Jednalo o vrt hluboký 34,5 m, který se nacházel ve dvoře Císařských Lázní (dnes Lázně II) – kabině 11, které zásoboval přetokem cca 600 l/min.
Vysoká návštěvnost, vrcholící v roce 1912 (65 000 osob za sezónu), nároky na zásobování v letech 1917–1918 vybudovaného nového velkého lázeňského domu Harwey, stejně jako snaha o zatraktivnění a zabezpečení rozsáhlejší zřídelní základny, vedly koncem první dekády k průzkumným pracím, které měly objevit nové zdroje minerálních vod. Finančně, časově i technicky náročná akce vrtného průzkumu byla hrazena z prostředků obecních, okresních a státních. K realizaci byla vybrána firma Rumpel GmbH ze Šanova u Teplic. Průzkum firmy Rumpel 1919–1936 byl zdokumentován velmi precizně a systematicky. Postupně bylo během 20 let vyhloubeno minimálně 23 vrtů, z nichž sedm bylo uvedeno do trvalého provozu (Glauber I, Glauber II, Glauber III, Glauber IV, Adler, Kostelní, XIVd).
Po druhé světové válce došlo k pokusu zachytit mělké zdroje vrty, avšak žádný nebyl úspěšný a staré mělké záchyty byly zrekonstruovány. Jedinými novými zdroji se tak staly vrty H12N Sluneční (1962) a BJ2 Stanislav (1983). Další rozvoj zřídelní základy nastal až po pádu socialistického zřízení, kdy byly vyhloubeny a zprovozněny vrty E1 Erika, LII Císařský, HJ2 ČKD, A1 Nový Kostelní.
Mělké jímky odebírají vodu ze svrchního jílovito-písčitého souvrství z báze slatiny tj. hloubky cca 3–4 m. Většina jímek nemá aktivní přetok a je čerpána. Vrty odebírají vodu ze spodního jílovito-písčitého souvrství, které je od svrchního souvrství odděleno vrstvou uhlí. Hloubka jímání je různá od cca 20 do 70 m. Jediný vrt Glauber IV jímá minerální vodu ze zvětralých podložních fylitů (92 m).
Minerální voda je využívána k pitným kúrám, ke koupelím a k přípravě slatinných zábalů. Využíván je i zřídelní plyn (oxid uhličitý). Do balneoprovozů jsou jímány vody ze zdrojů BJ2 Stanislav, A1 Nový Kostelní, Glauber III, LII Císařský, E1 Erika, HJ2 ČKD, Adler, XIVd, Palliardi, Cartellieri a Štěpánka.
Dle léčivých indikací má zdejší voda pozitivní účinek na choroby srdeční a oběhové soustavy.

## Doprava
Město leží na železničních tratích Františkovy Lázně – Bad Brambach a Cheb – Hranice v Čechách na kterých leží stanice a zastávky Františkovy Lázně, Františkovy Lázně-Aquaforum a Žírovice-Seníky a silnicích první třídy I/21 a I/64. Město je napojeno na MHD, autobusy mezi Chebem a Františkovými Lázněmi ty jezdí každou půlhodinu, ve městě zastavují přímé spoje z Bohumína, Ostravy , Prahy a Plzně včetně vlaku SC.

## Pamětihodnosti

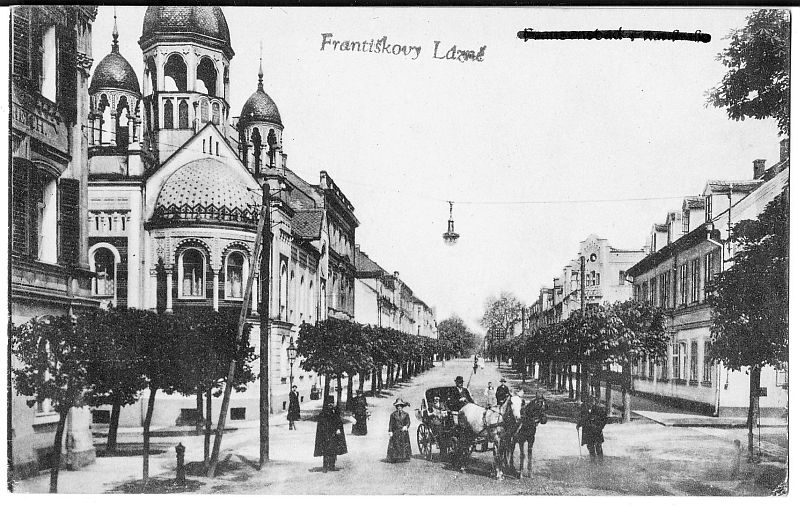
Synagoga ve Františkových Lázních, která byla po záboru pohraničí v roce 1938 nacisty vypálena

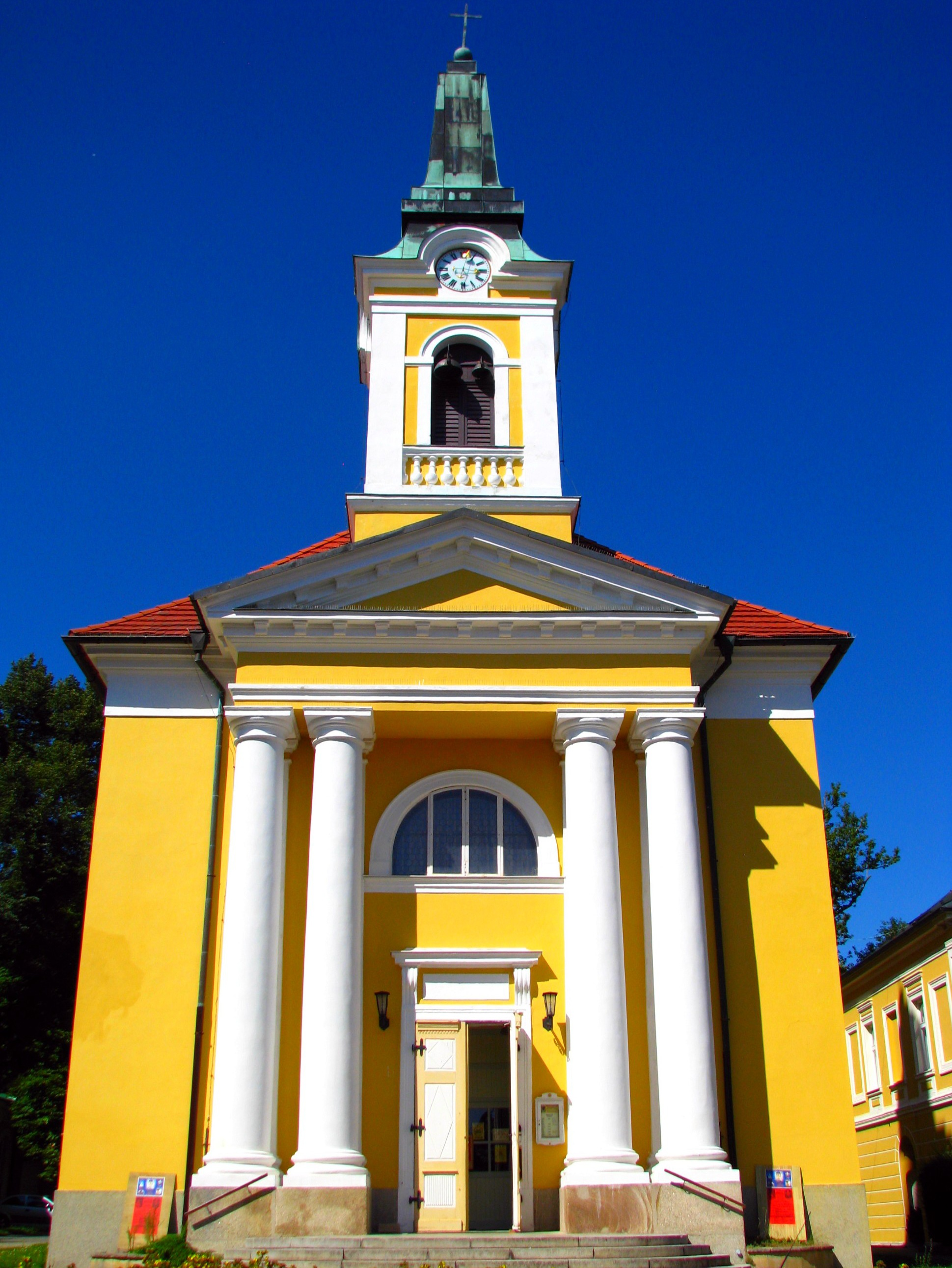
Kostel Povýšení sv. Kříže

- Kostel Povýšení svatého Kříže – klasicistní jednolodní stavba, z let 1815–1819, návrh Karel Wiedermann
- Kostel svatého Jakuba
- Evangelický kostel svatého Petra a Pavla
- Pravoslavný chrám svaté kněžny Olgy z roku 1881 byl navržen místním architektem Gustavem Wiedermannem.
- Rozhledna Salingburg z roku 1906
- Rozhledna Zámeček u Františkových Lázní
- Synagoga ve Františkových Lázních byla židovskou obcí používána v letech 1875–1938. V roce 1938 byla vypálena nacisty a dnes je na jejím místě pomník.
- Meteorologický sloup z roku 1882 je nejstarší dochovaný sloup s meteorologickými přístroji v České republice.[11]

### Pomníky
- Pomník Františkovým Lázním

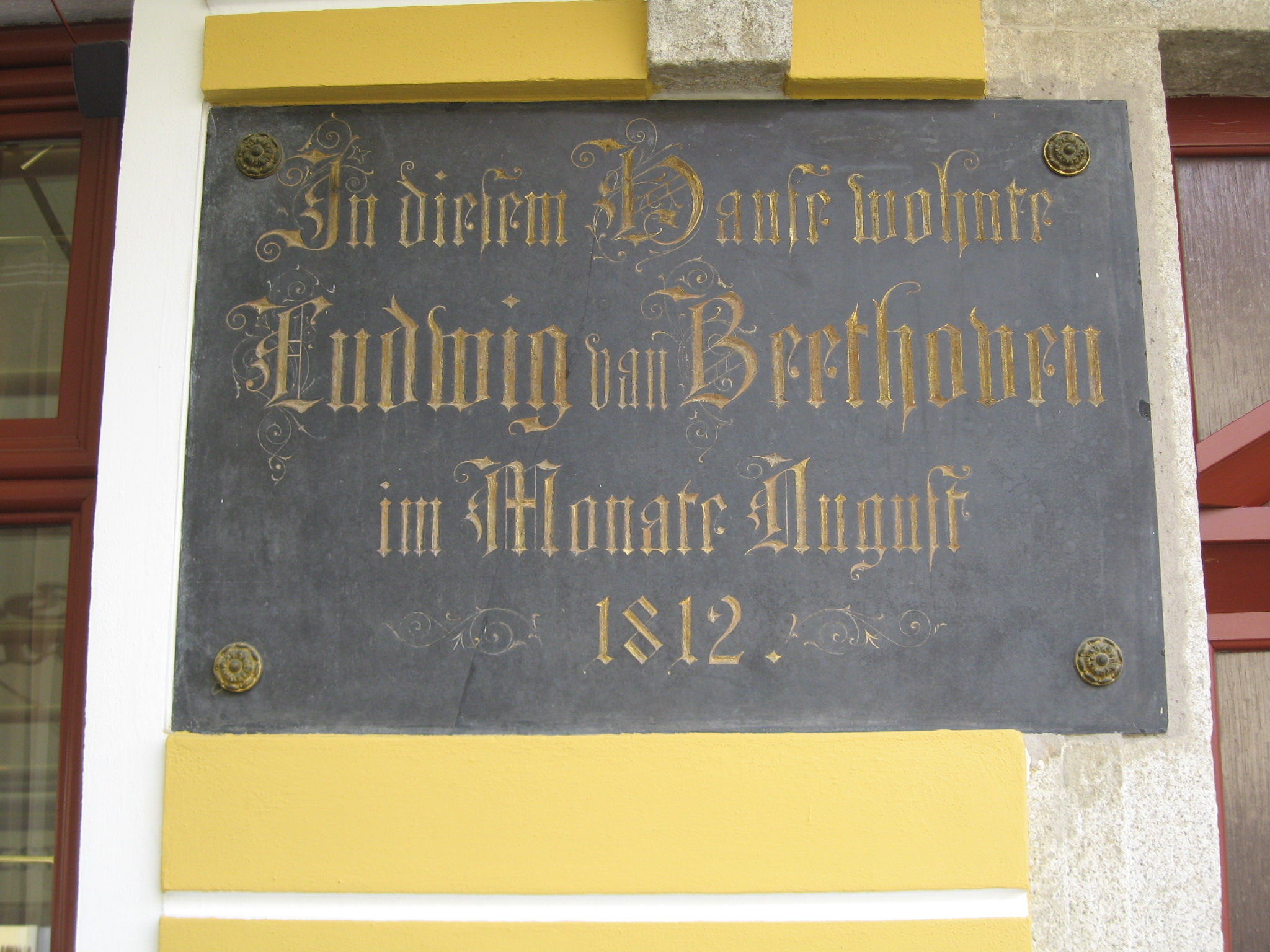
Pamětní deska připomínající pobyt Ludwiga van Beethovena v roce 1812

- Pomník s reliéfem místní mecenášky Kláry Nonnerové, Karel Wilfert mladší
- Pomník Boženy Němcové, která město v letech 1846 a 1847 navštívila
- Pomník – socha stojícího Josefa II., císaře Svaté říše římské a českého krále; (přenesena z Chebu)
- Pomník – socha stojícího císaře a českého krále Františka II.
- Jezdecká socha císaře Františka I. z pomníku českých stavů v Praze; kopie (originál v Lapidáriu Národního muzea Praze, sochař: Josef Max)
- Pomník s bystou MUDr. Bernharda Adlera
- Pomník se sochou Františka Josefa I., rakouského císaře a uherského a českého krále, s kloboukem a v oděvu rytíře Řádu Zlatého rouna; před Císařskými lázněmi; kopie (originál v Lapidáriu Národního muzea v Praze), sochař: Josef Václav Pekárek
- Pomník vojákům armády Spojených států amerických, kteří osvobodili Františkovy Lázně 25. dubna 1945
- Pamětní deska na domě, ve kterém v roce 1812 pobýval hudební skladatel Ludwig van Beethoven
- Pamětní deska na domě, ve kterém bydlela spisovatelka Božena Němcová
- Pomník básníka Johanna Wolfganga von Goetha; Karel Wilfert mladší
- Pomník básníka Wilhelma Müllera
- Pomník obětem nacismu
- Pomník Ludvíka Lazara Zamenhofa, tvůrce esperanta, Karel Wilfert mladší; torzo
- Pamětní deska Johanna Strausse, rakouského hudebního skladatele

### Lázeňské hotely a balneoprovozy
- Hotel Tři lilie z roku 1793,[12] známý pobytem J. W. Goetha
- Spa Resort PAWLIK – AQUAFORUM****
- Císařské lázně (součást Spa Resortu PAWLIK – AQUAFORUM****)
- hotel Metropol***
- hotel Dr. Adler***
- hotel Luisa***
- hotel Belvedere***
- Dvorana Glauberových pramenů (1930)
- Luisiny Lázně
- Lázeňská klinika (součást Spa Resortu PAWLIK - AQUAFORUM****)

## Společnost

### Školství
- Mateřská škola
- Základní škola
- Základní umělecká škola Járy Cimrmana

### Kultura
- Divadlo Boženy Němcové
- Městské muzeum Františkovy lázně

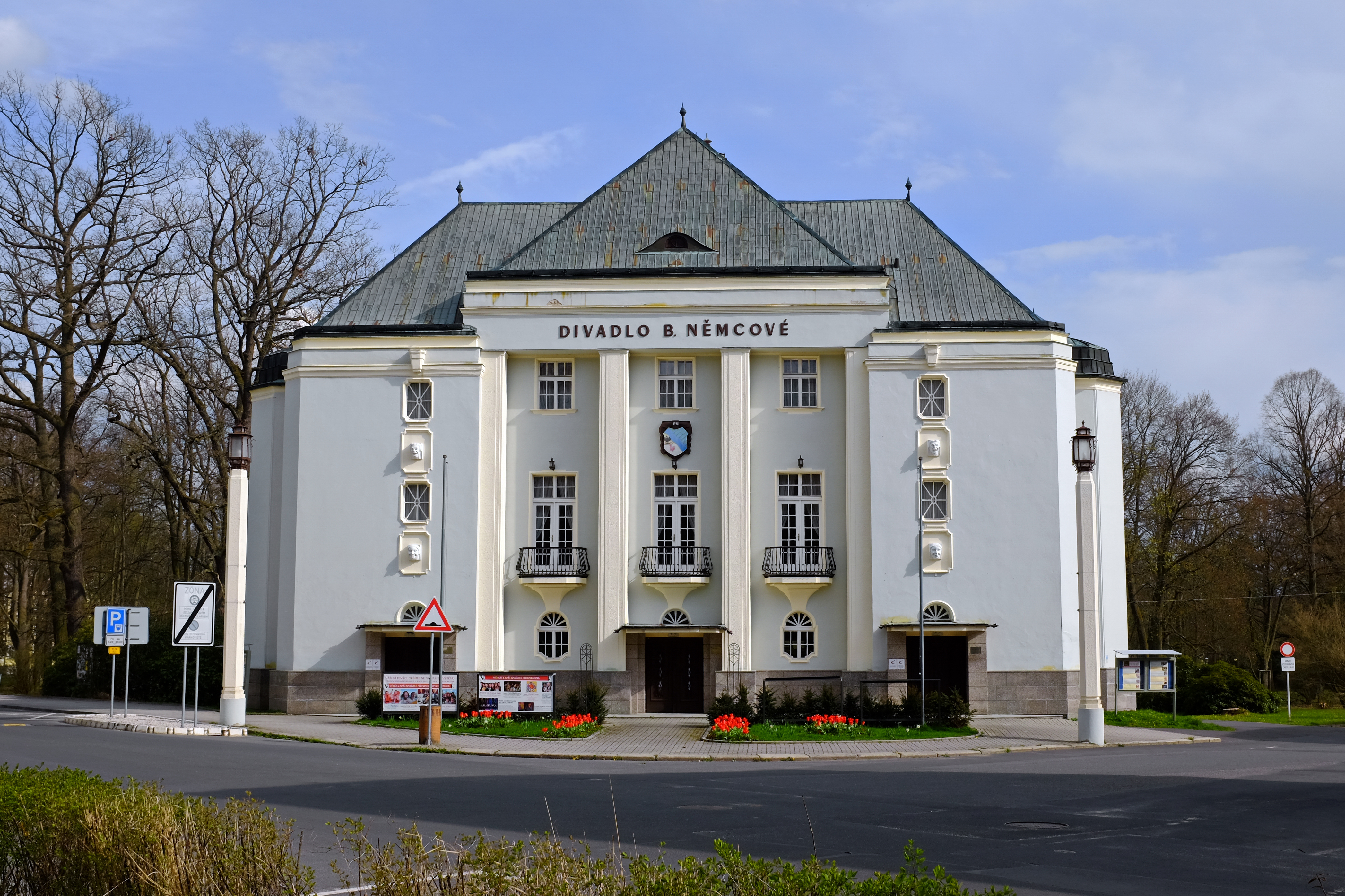
Divadlo Boženy Němcové

- Auto moto muzeum (Kolonáda Solného a Lučního pramene)
- FATAMORGANA (Muzeum iluzí)
- Galerie Brömse

### Sport
- Aquapark AQUAFORUM

### Festivaly
- Festival Literární
- Mezinárodního festivalu kresleného humoru

## Osobnosti
- Laco Takács (* 1996), fotbalista se starty v prestižní Lize mistrů UEFA
- Bernhard Adler (1753–1810), lékař a zakladatel lázeňského provozu ve Františkových Lázních a průkopník lázeňské léčby na Chebsku
- Christof Loimann (1789–1862), notář a politik, první starosta Františkových Lázní, poslanec zemského sněmu
- Karel Wiedermann (1815–1893), františkolázeňský architekt původem z Přimdy. Karel Wiedermann a jeho syn Gustav byli autory projektů většiny lázeňských budov ve městě, čímž mu vtiskli jeho typický ráz žluto-bílých budov .
- Gustav Wiedermann (1850–1914) františkolázeňský architekt, syn Karla Wiedermanna a jeho spolupracovník
- August Brömse (1873–1925), německý malíř a grafik
- Jan Křivka (1926–2013), pravoslavný kněz, duchovní správce chrámu svaté kněžny Olgy ve Františkových Lázních a chrámu v Aši, plukovník v.v., účastník bojů o Dukelský průsmyk
- Alena Vávrová (* 1952), spisovatelka, dlouholetá organizátorka literárního života v západních Čechách

### Návštěvníci města
- František II., císař Svaté říše římské
- Milan I., srbský kníže
- Johann Wolfgang von Goethe, německý básník
- Ludwig van Beethoven, německý hudební skladatel
- Johann Strauss mladší, rakouský skladatel
- Božena Němcová, česká spisovatelka
- Wilhelm Müller (básník), saský básník
- Franz Kafka, spisovatel
- Karel I., rakouský císař, se ve zdejším lázeňském hotelu Imperial seznámil se svou budoucí manželkou a císařovnou Zitou Bourbonsko-Parmskou.[13]
- Václav Havel, dramatik a prezident ČSFR a České republiky

### Františkovy Lázně a Beethoven
Hudební skladatel Ludwig van Beethoven pobýval ve Františkových Lázních od 8. srpna do 6. září 1812. Jeho návštěva byla součástí letního pobytu v českých lázních, z nichž navštívil ještě Teplice a Karlovy Vary. Ubytoval se v domě U Dvou zlatých lvů, což je dnešní čp. 7 na Národní třídě. V době Beethovenova pobytu byl dům téměř nový: na klenáku nad vchodem do domu je letopočet 1802. Skladatelův pobyt připomíná nejen název kavárny umístěné v domě, ale i pamětní deska na průčelí a v současnosti nepřístupný Beethovenův obraz v průjezdu.
Do Františkových Lázní přijel Beethoven z Karlových Varů, kde uspořádal spolu s italským houslistou Giovannim Polledrem 6. srpna 1812 dobročinný koncert ve prospěch vyhořelého dolnorakouského města Baden. Z Beethovenova františkolázeňského pobytu se dochovalo několik dopisů. V literatuře se často edituje dopis, který ve Františkových Lázních napsal 9. srpna svým nakladatelům Breitkopfovi a Härtelovi. Stěžuje si zde na studené, „listopadové“ počasí a únavu z léčebných procedur. Léčba ve zdejších lázních skladateli úlevu v jeho zdravotních potížích nepřinesla.
V domě U Dvou zlatých lvů bydlel Beethoven spolu s manželi Brentanovými. Podle části beethovenovské literatury byla Antonia Brentano, manželka frankfurtského bankéře Franze Brentana, onou nesmrtelnou milenkou, jejíž identita je stále neznámá.

## Partnerská města
- Bad Soden am Taunus, Německo

## Fotogalerie

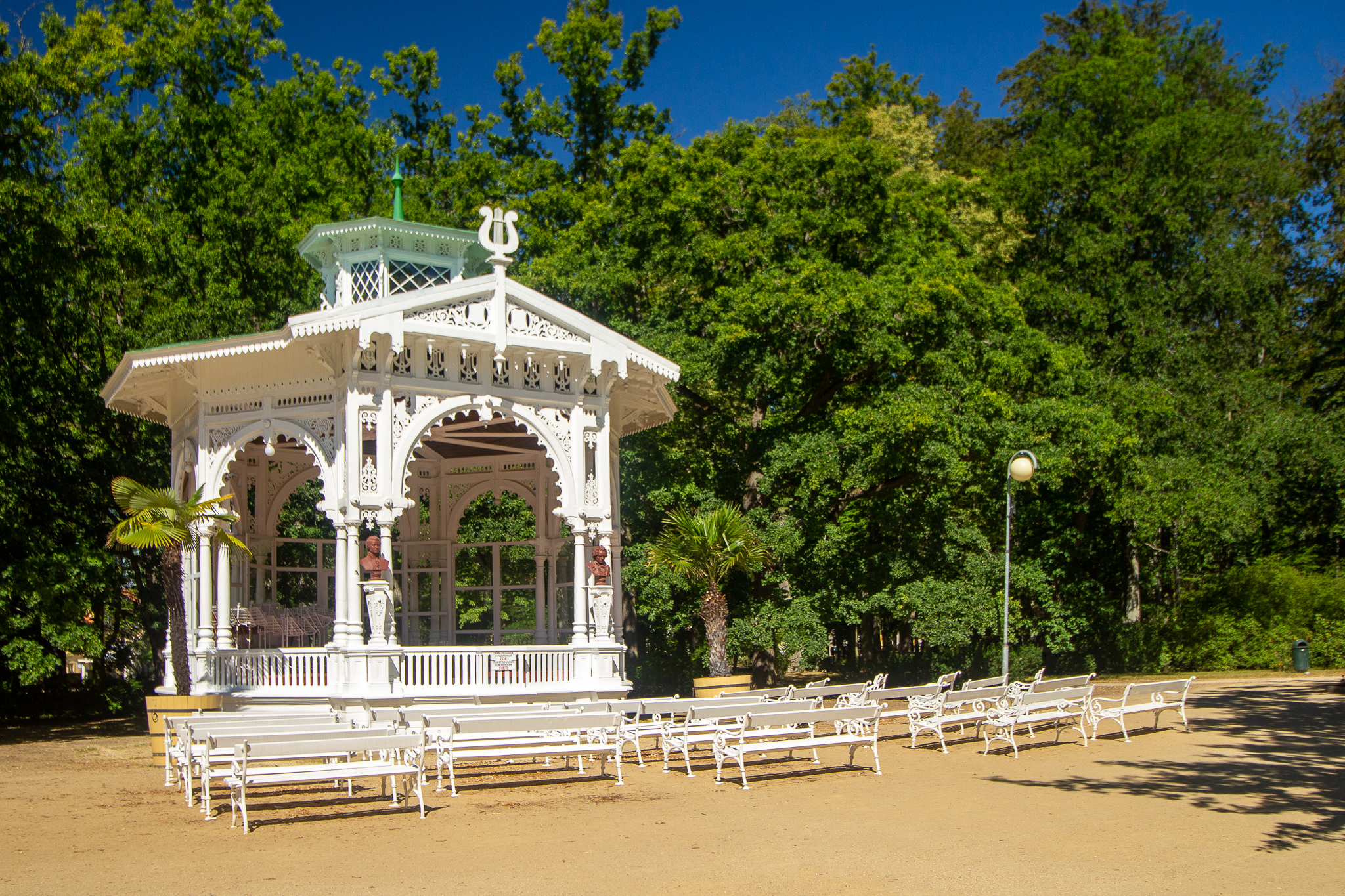
Koncertní pavilon v parku (2020)
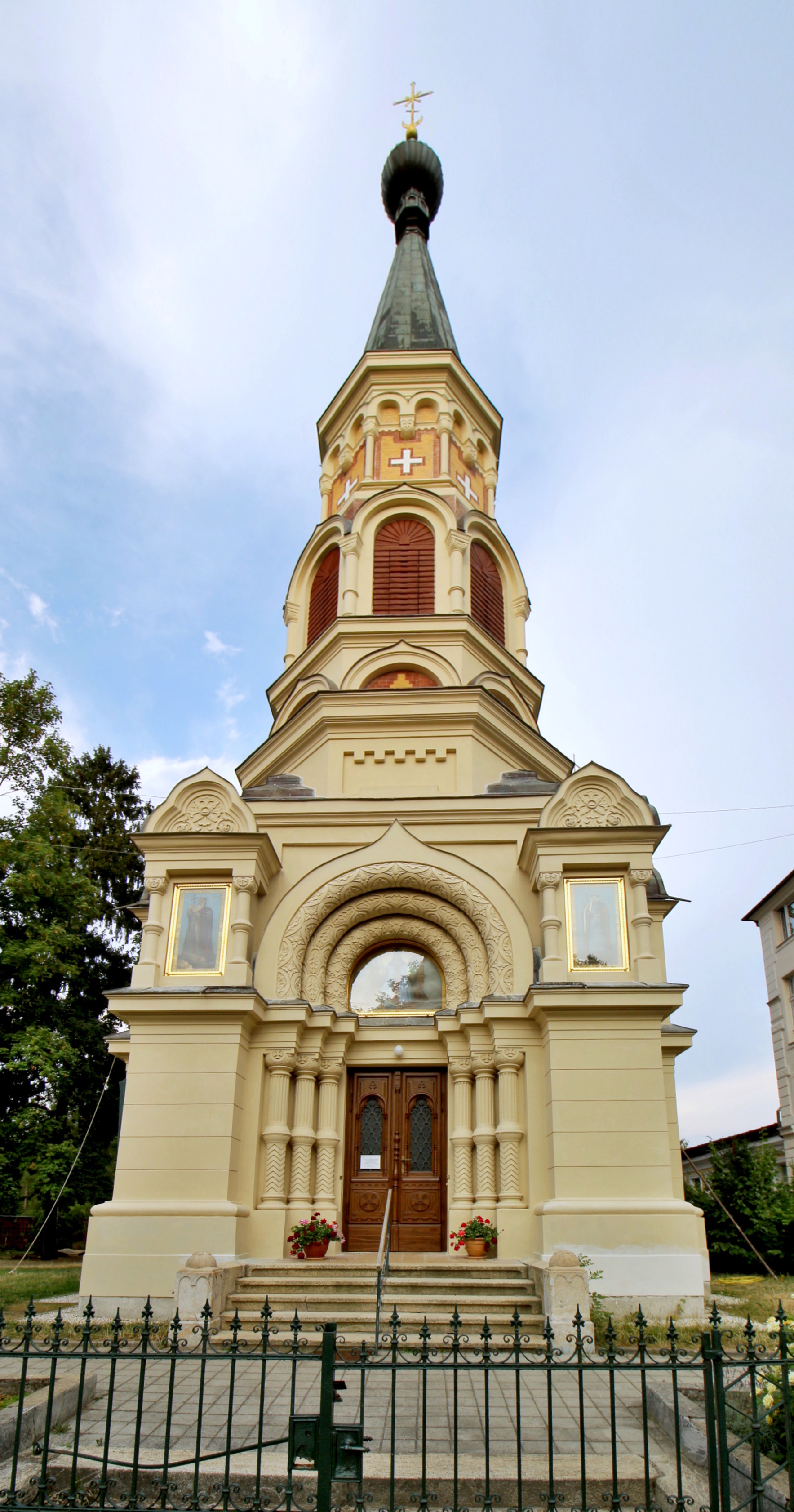
Pravoslavný chrám svaté kněžny Olgy
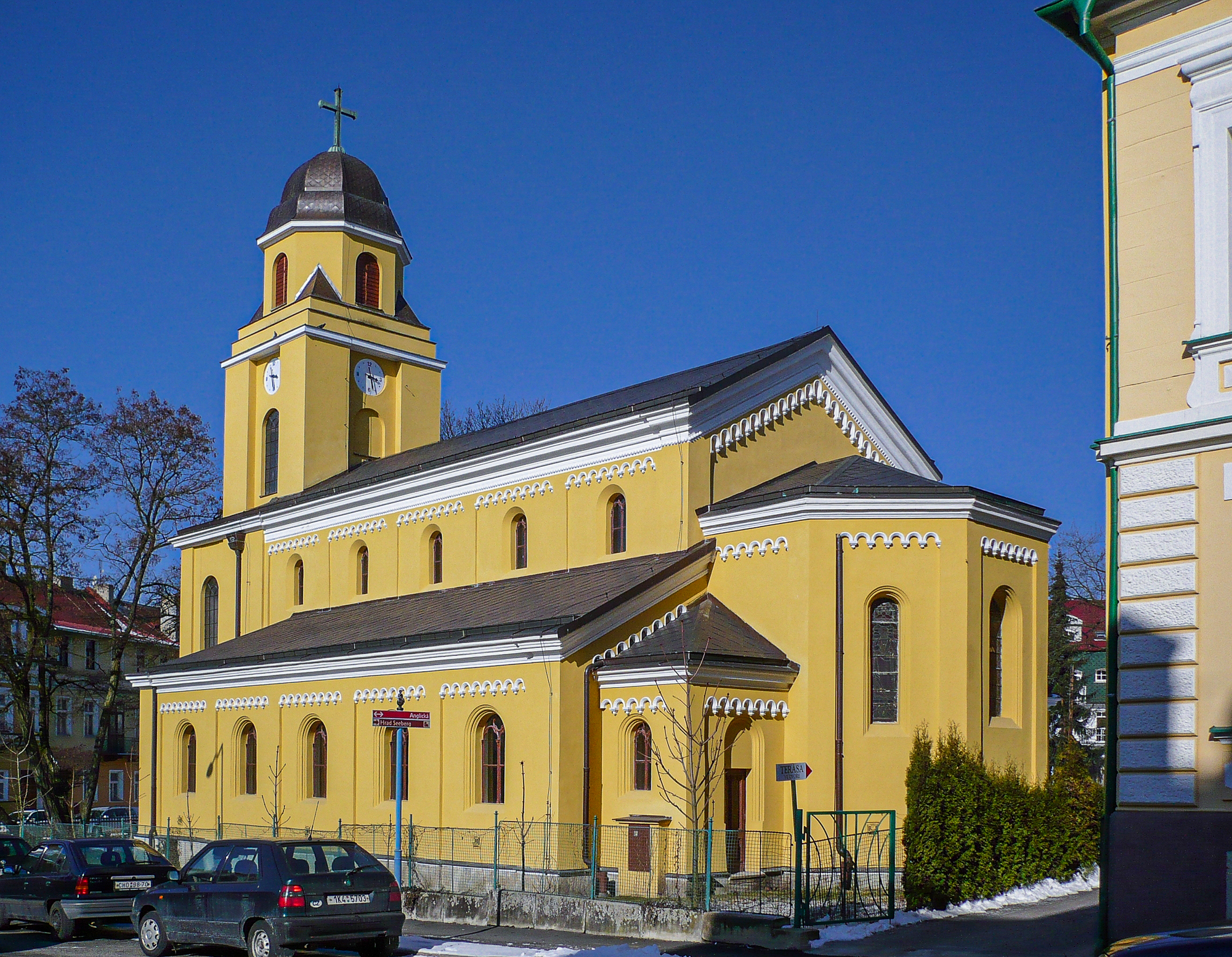
Evangelický kostel
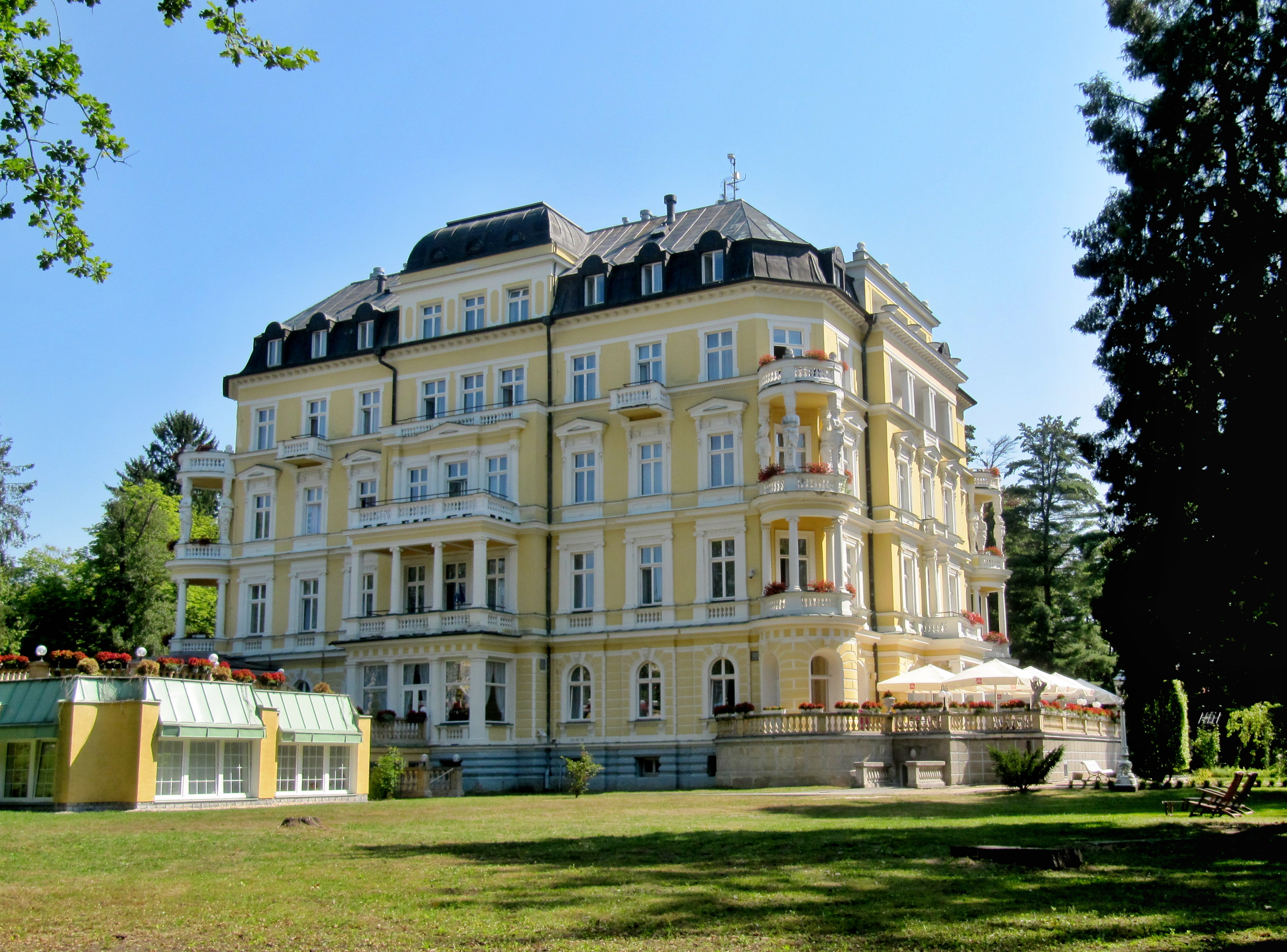
Lázeňský dům Imperial
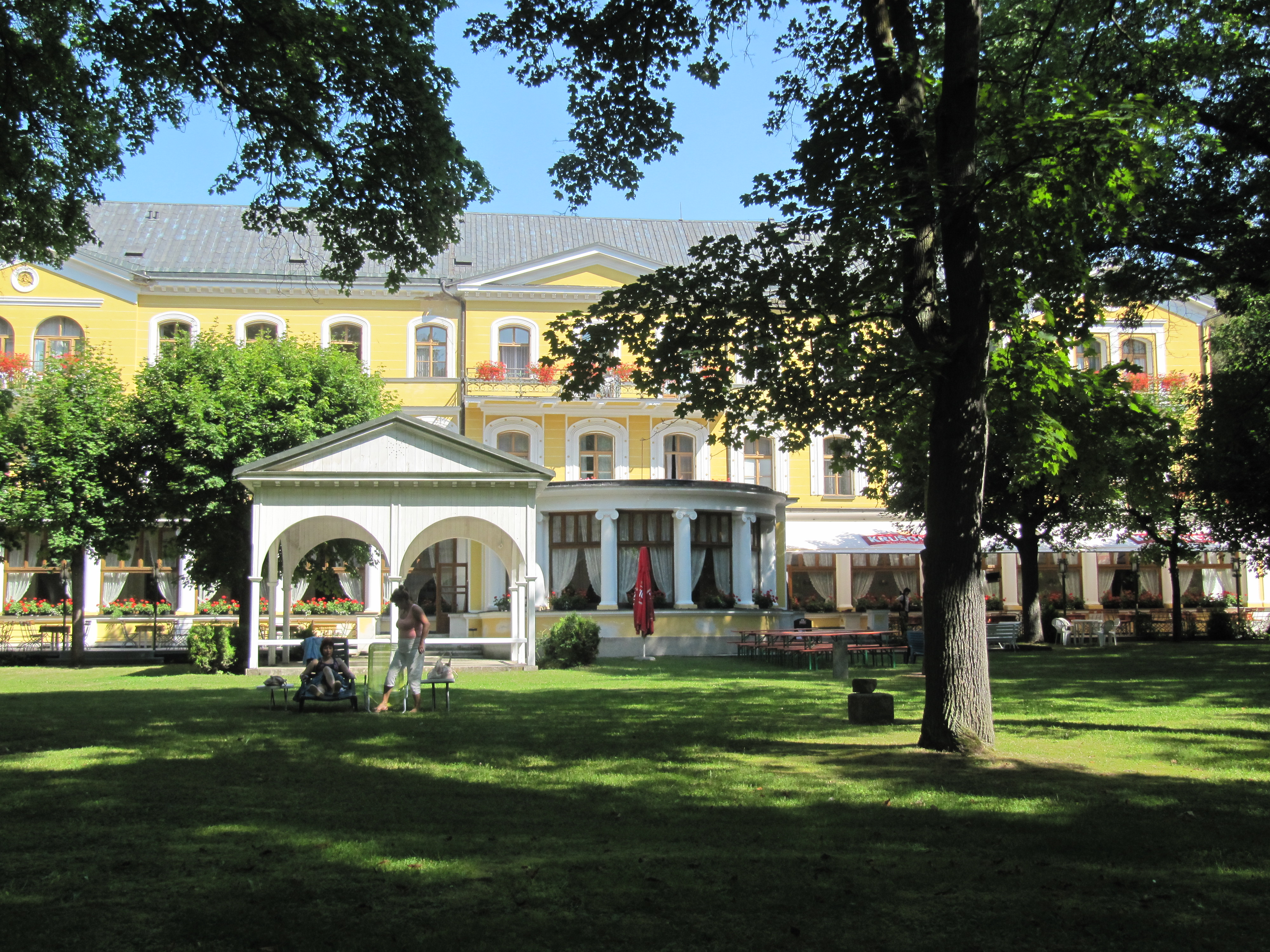
Lázeňský dům Belvedere
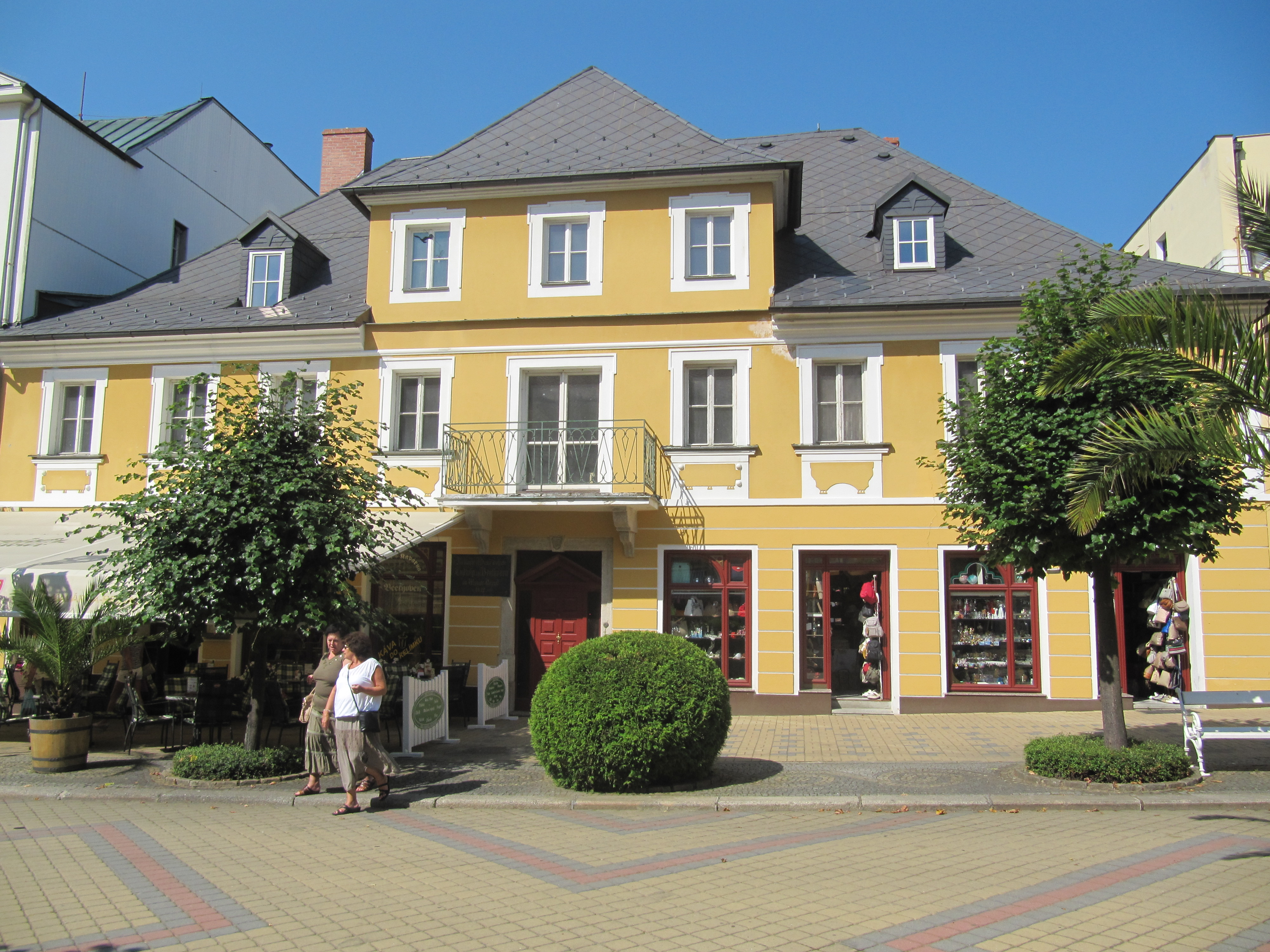
Dům U Dvou zlatých lvů (Národní 4), kde pobýval Ludwig van Beethoven
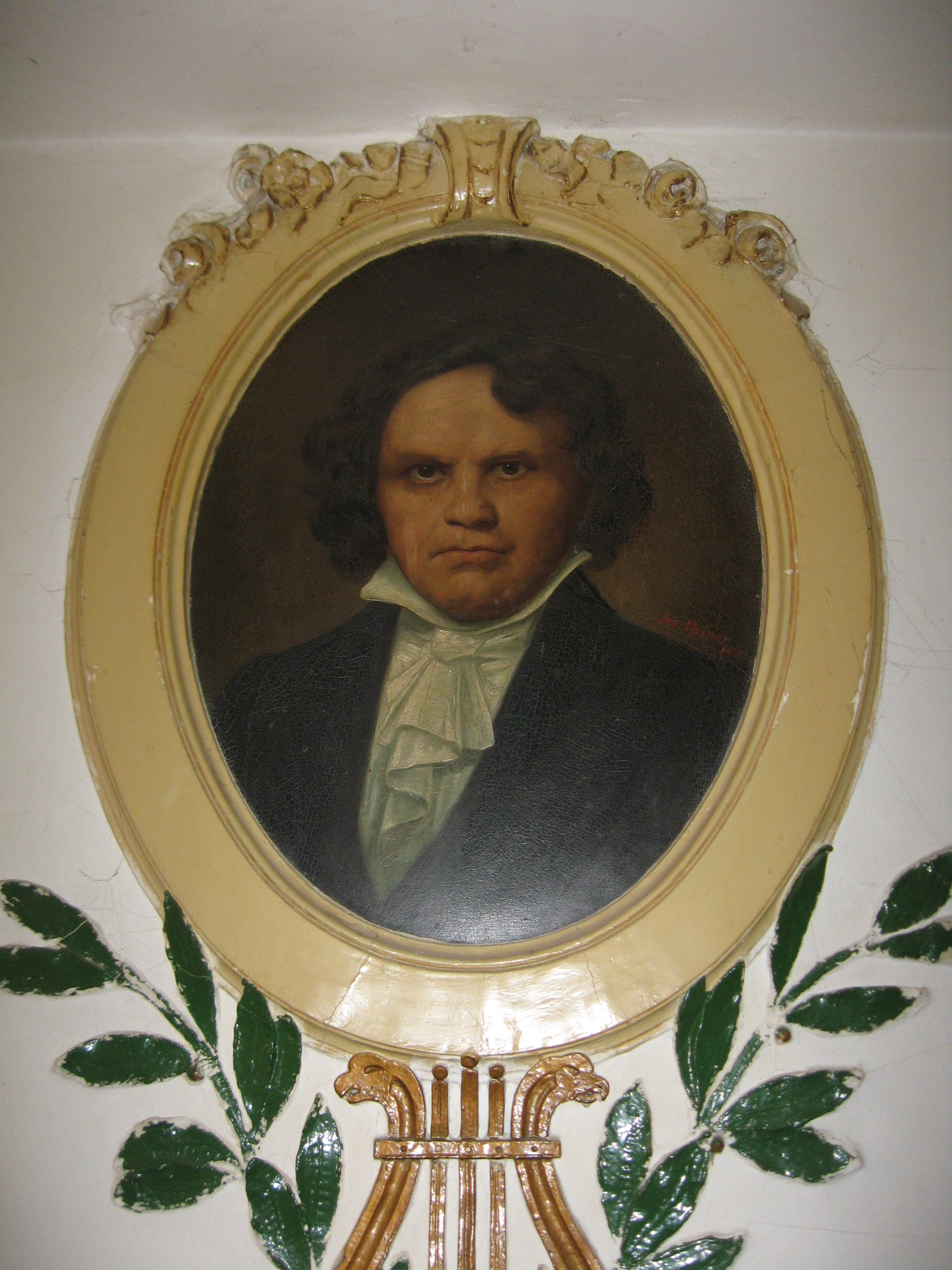
Beethovenův portrét v průjezdu domu, vytvořený ke 100. výročí jeho pobytu
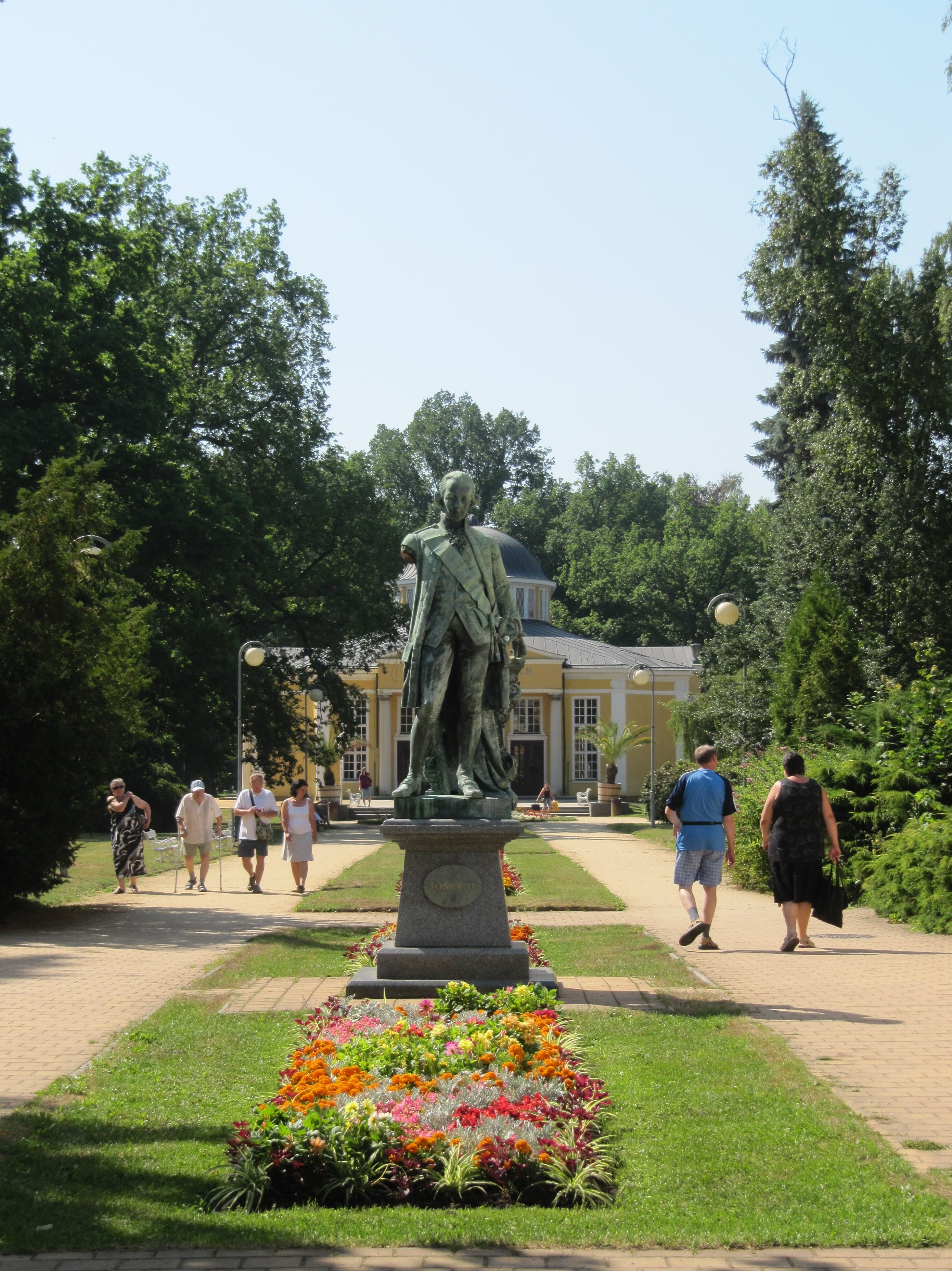
Socha císaře Josefa II. (z Chebu)
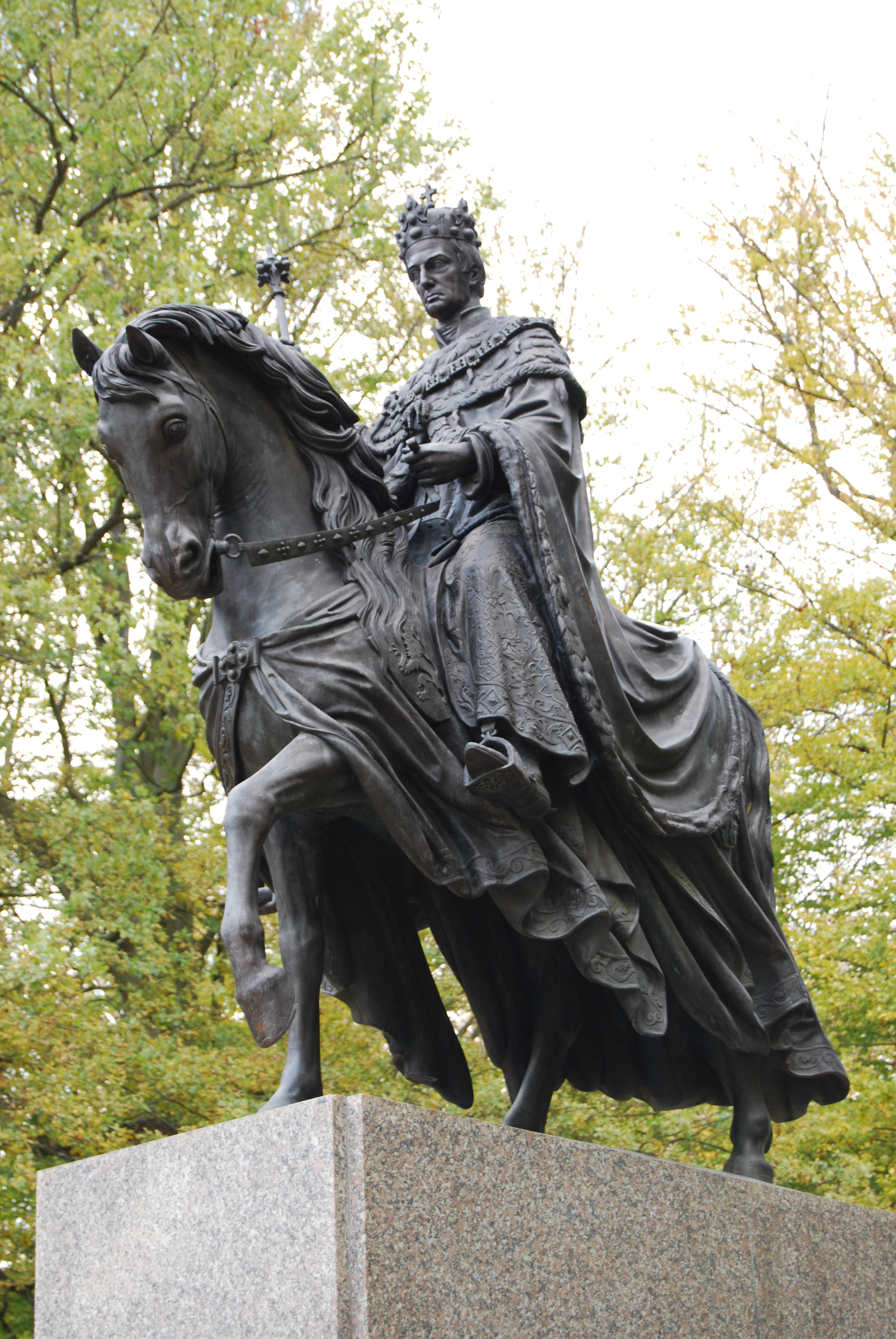
Josef Max: Socha císaře Františka I. z pomníku českých stavů (kopie)
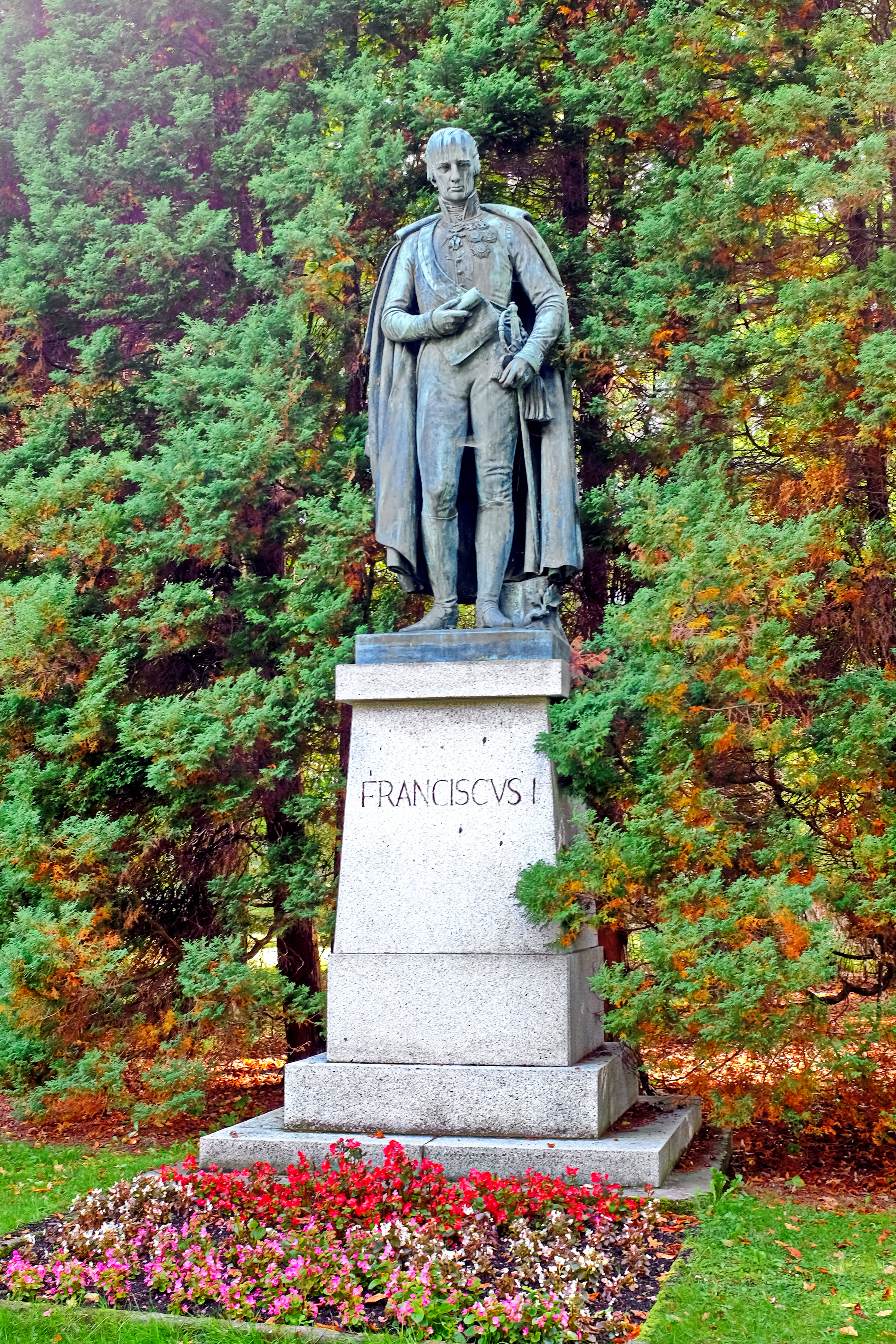
Pomník císaře Františka I., zakladatele lázní
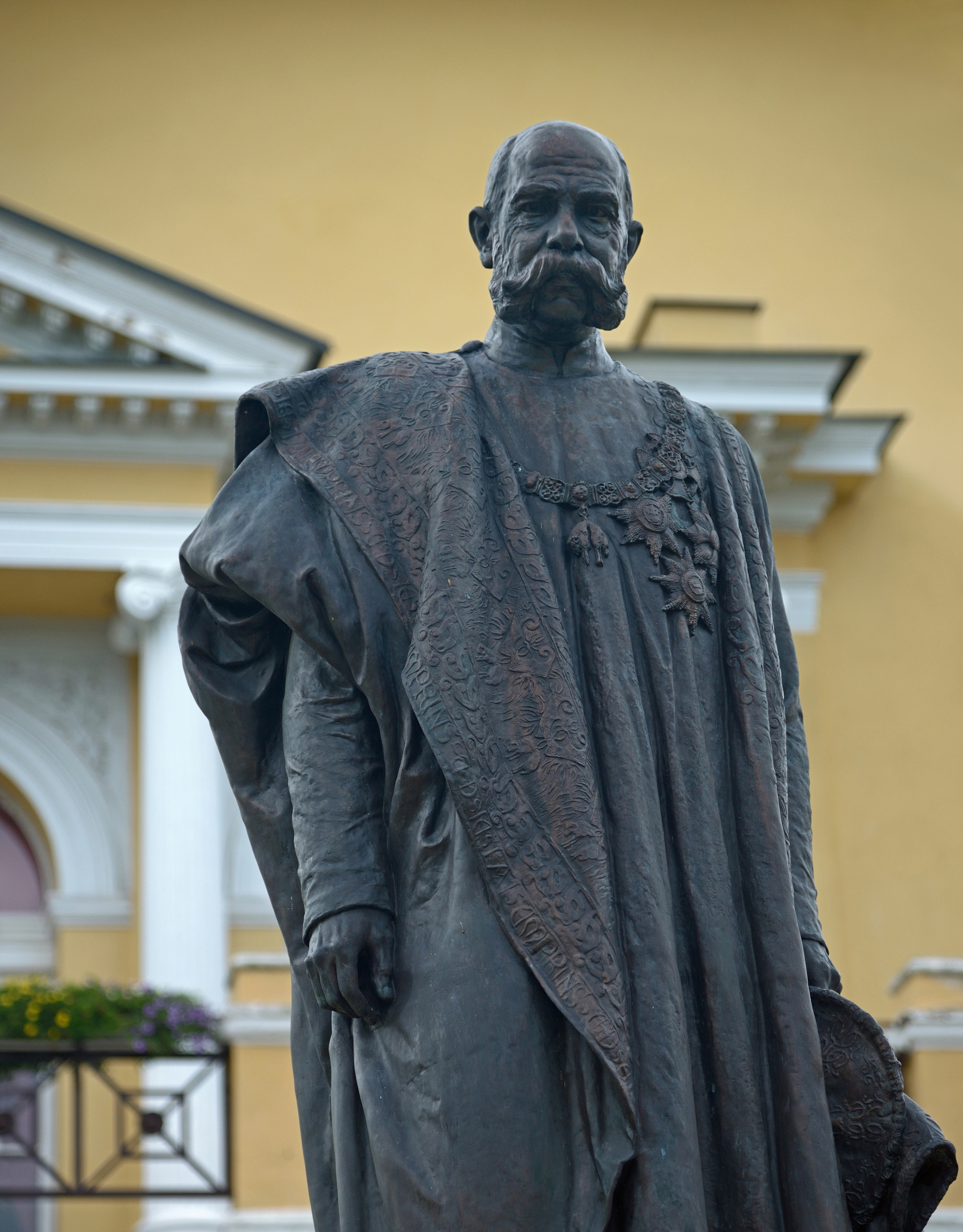
Pomník císaře Františka Josefa I.
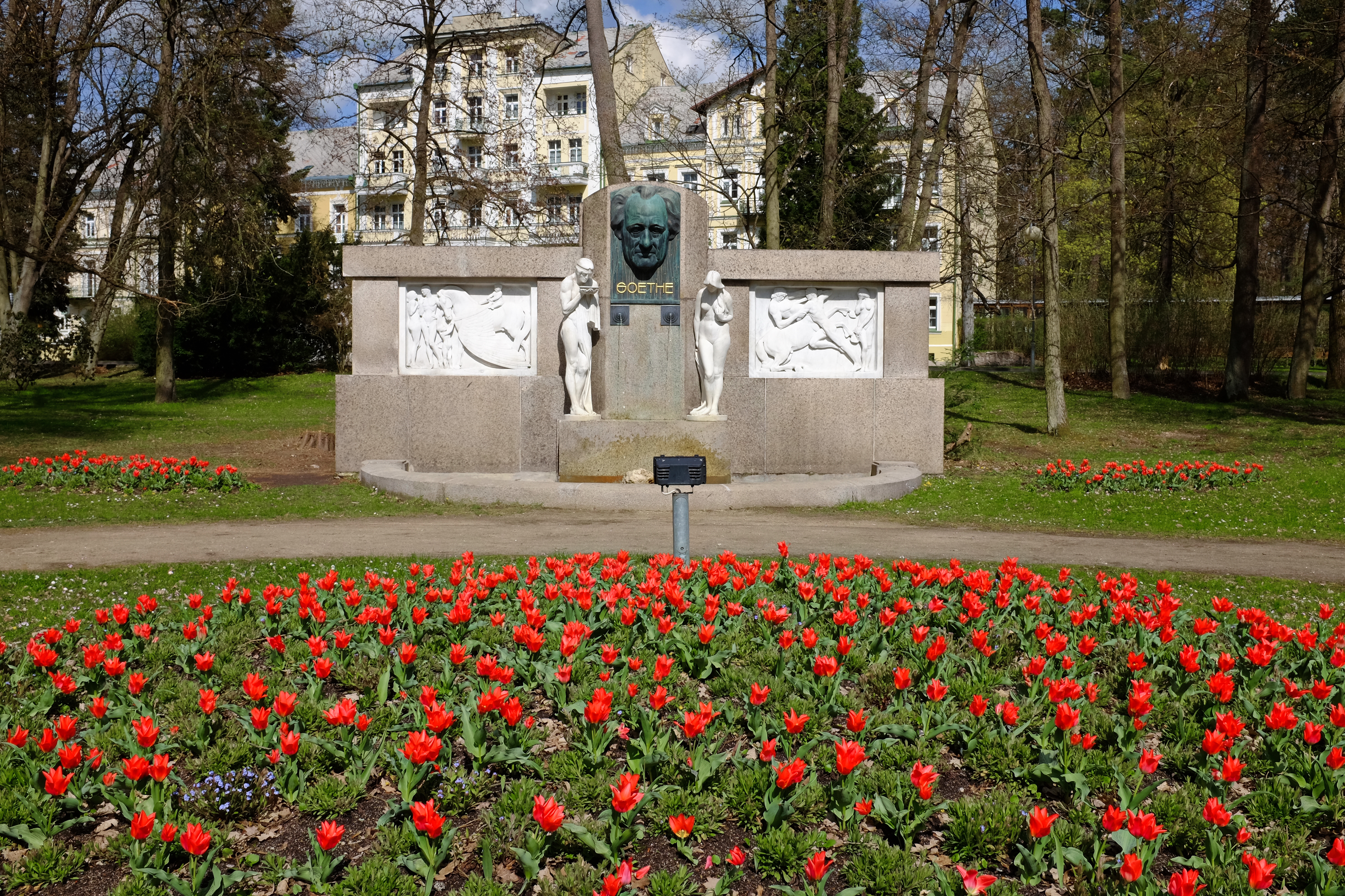
Pomník Johanna Wolfganga von Goethe
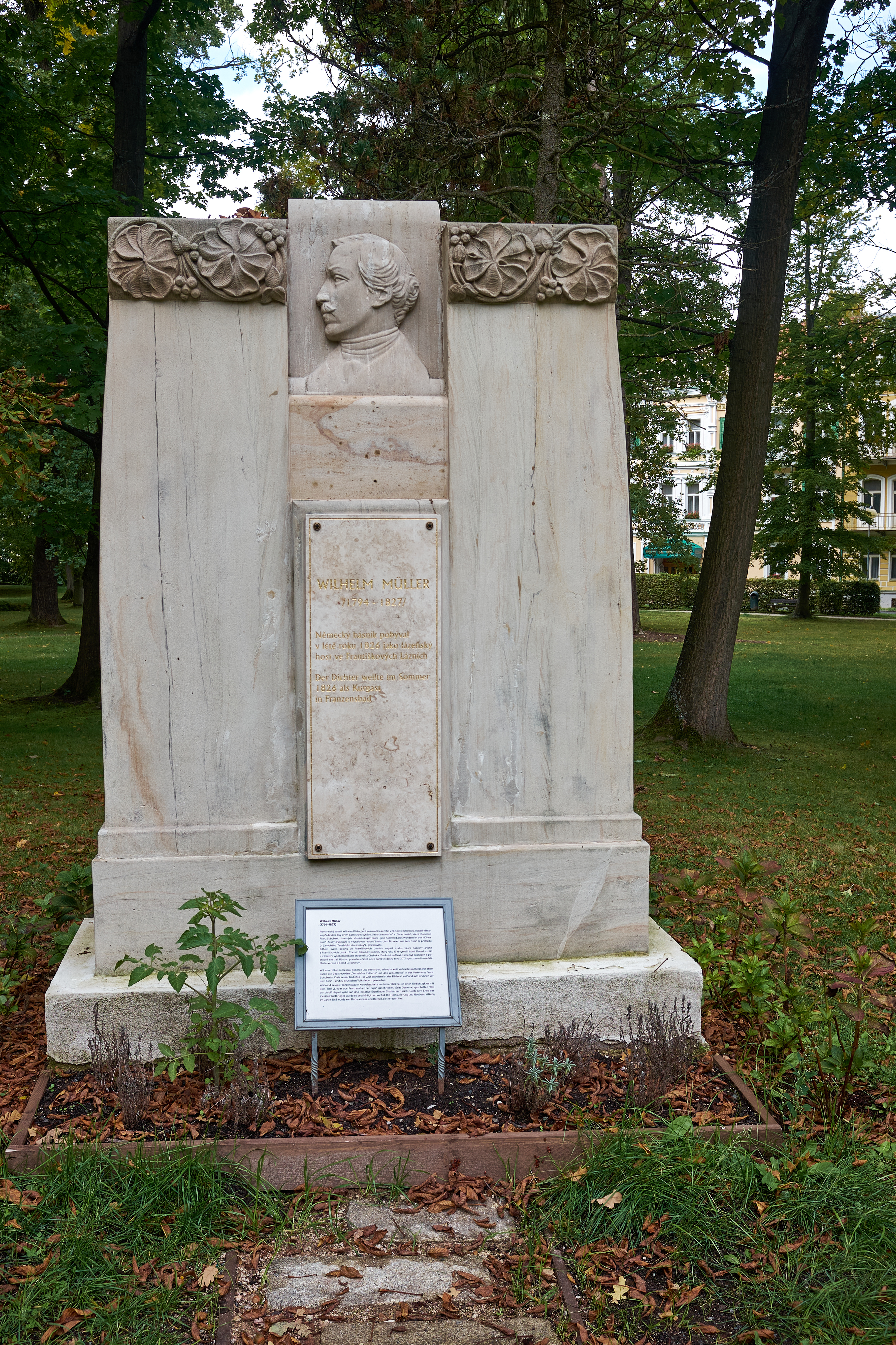
Památník básníka Wilhelm Müller (básník)
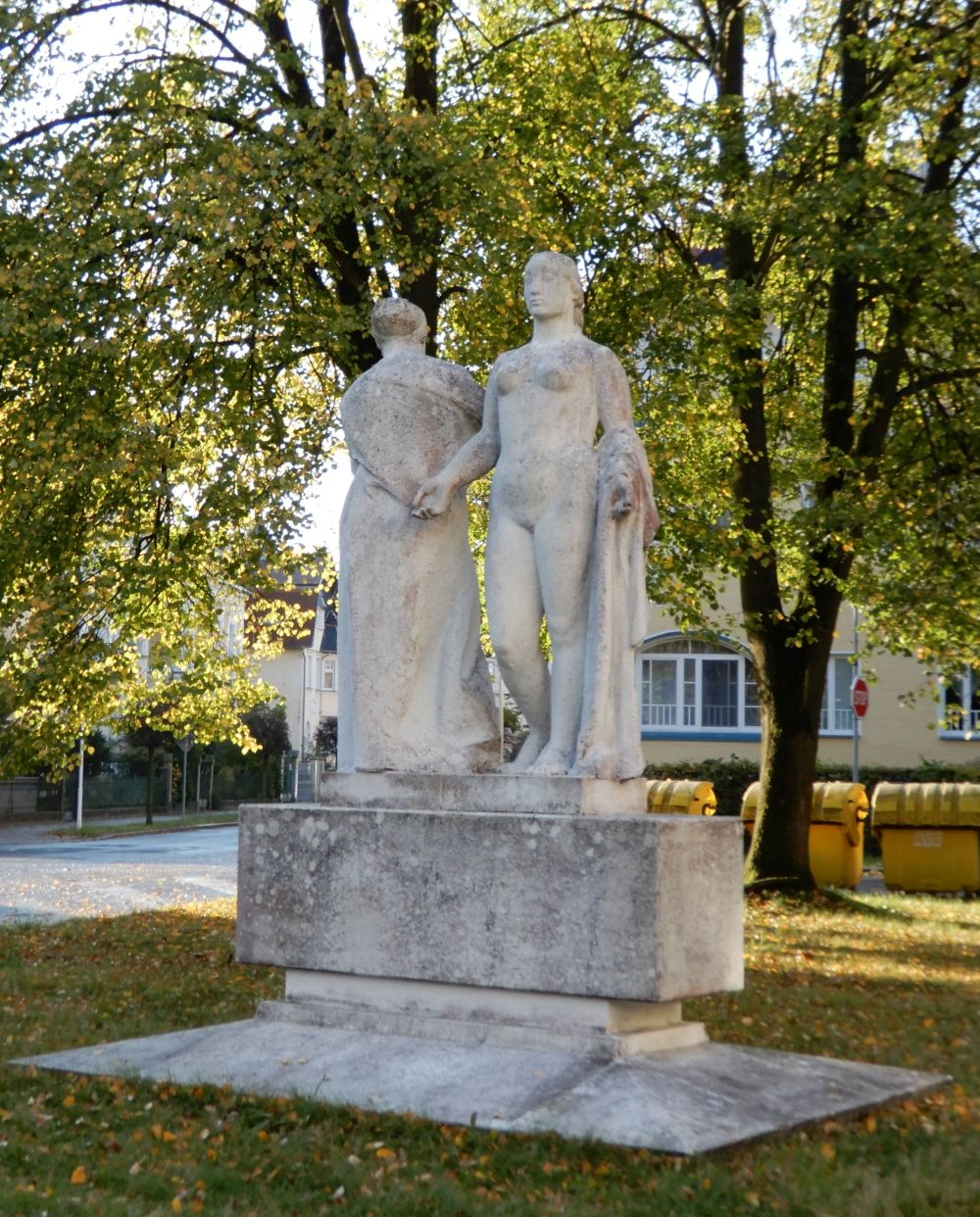
Václav Frýdecký: Dvě ženy v lázních; Nádražní ulice
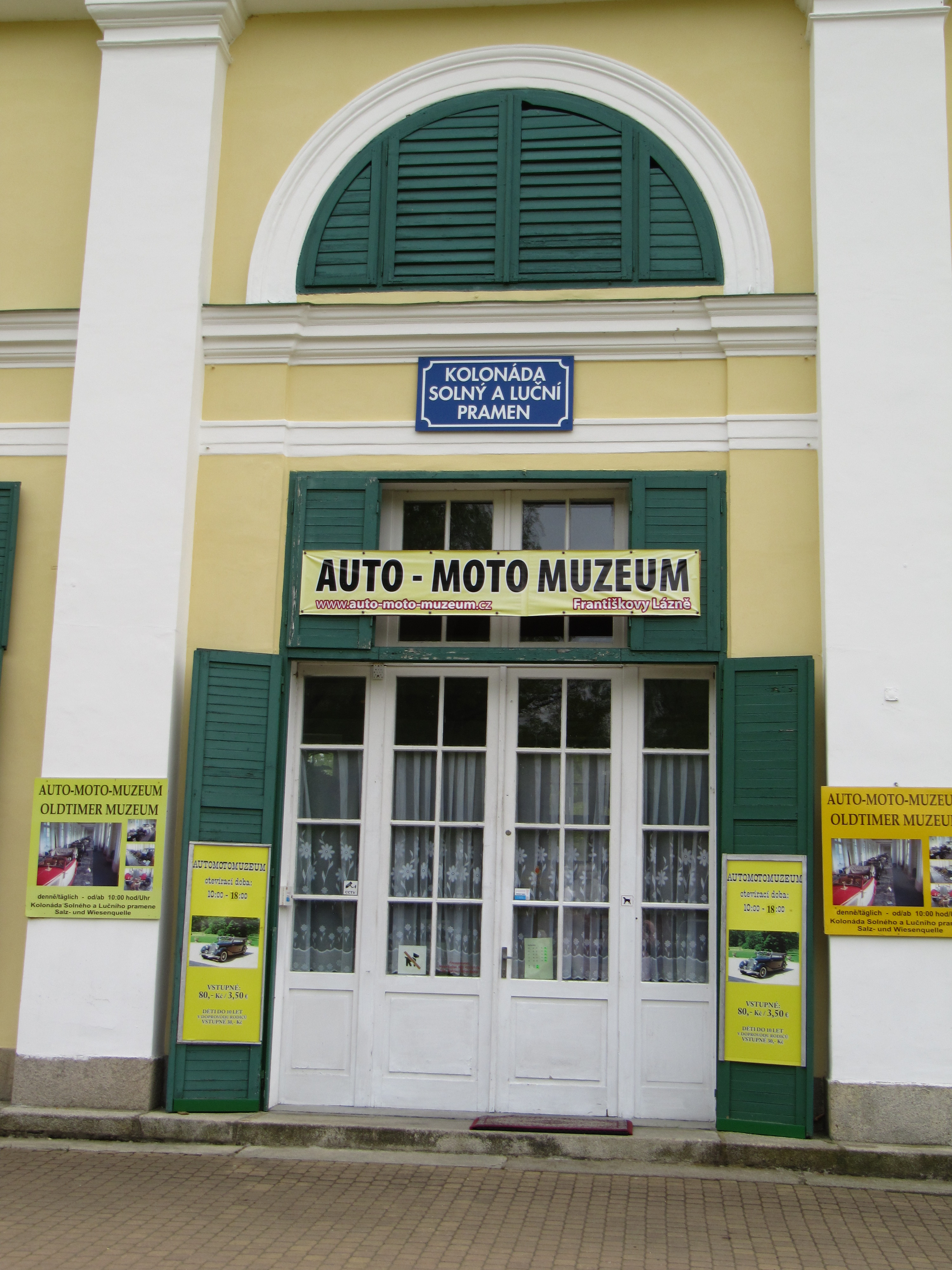
Auto moto muzeum v prostorách kolonády Solného a Lučního pramene
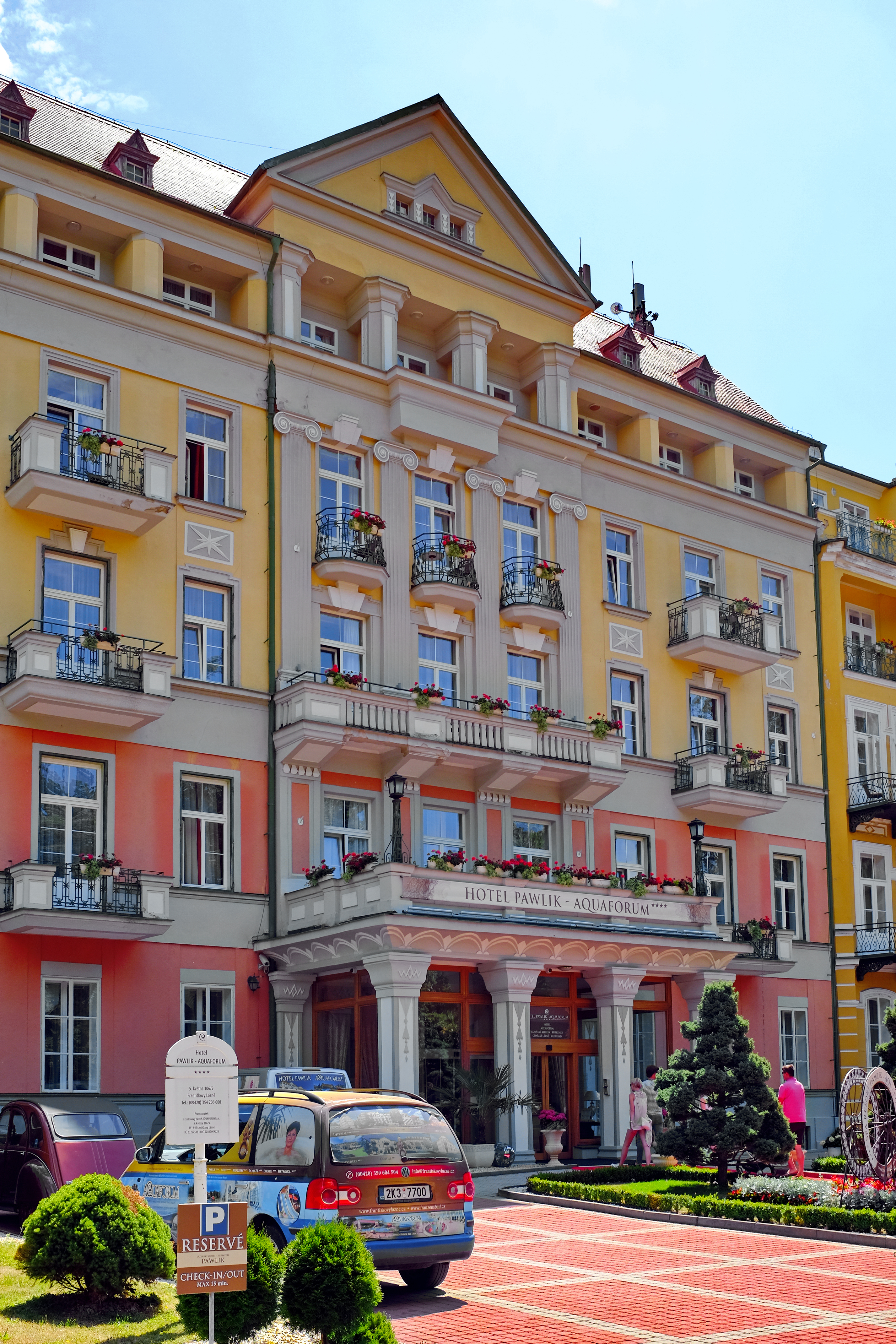
Lázeňský dům Pawlik
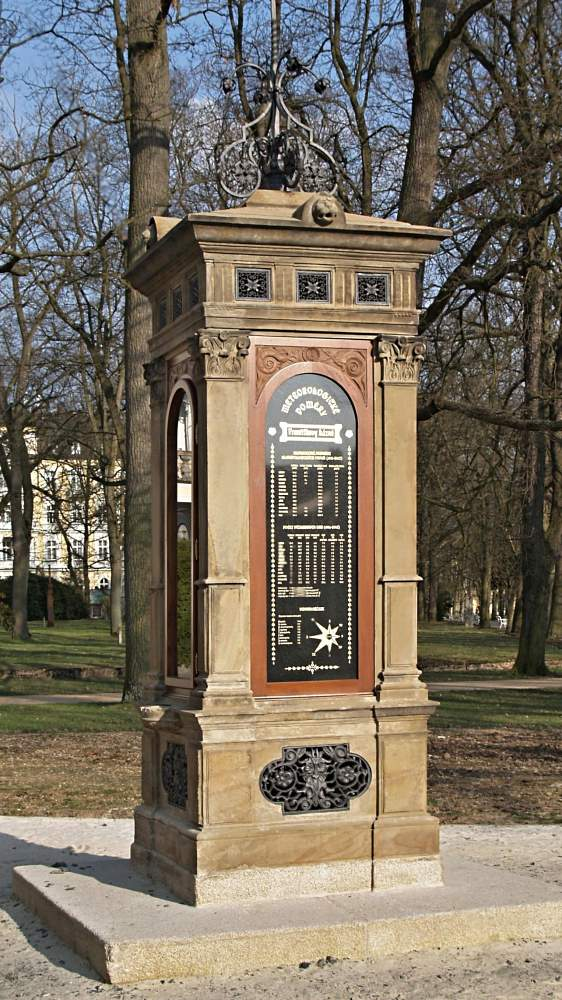
Historický meteorologický sloup na začátku Isabeliny promenády
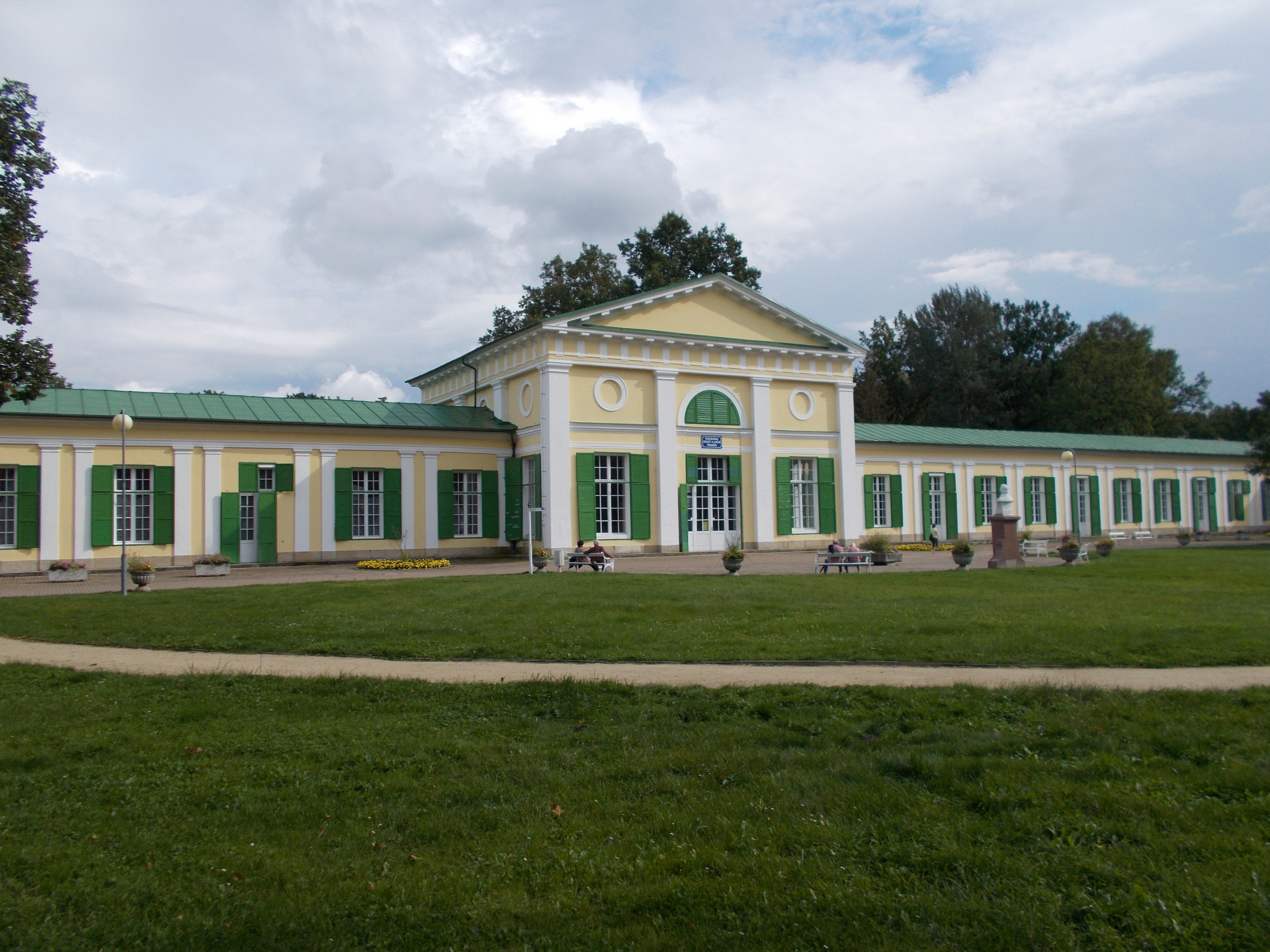
Kolonáda pramenu Luční a Solný
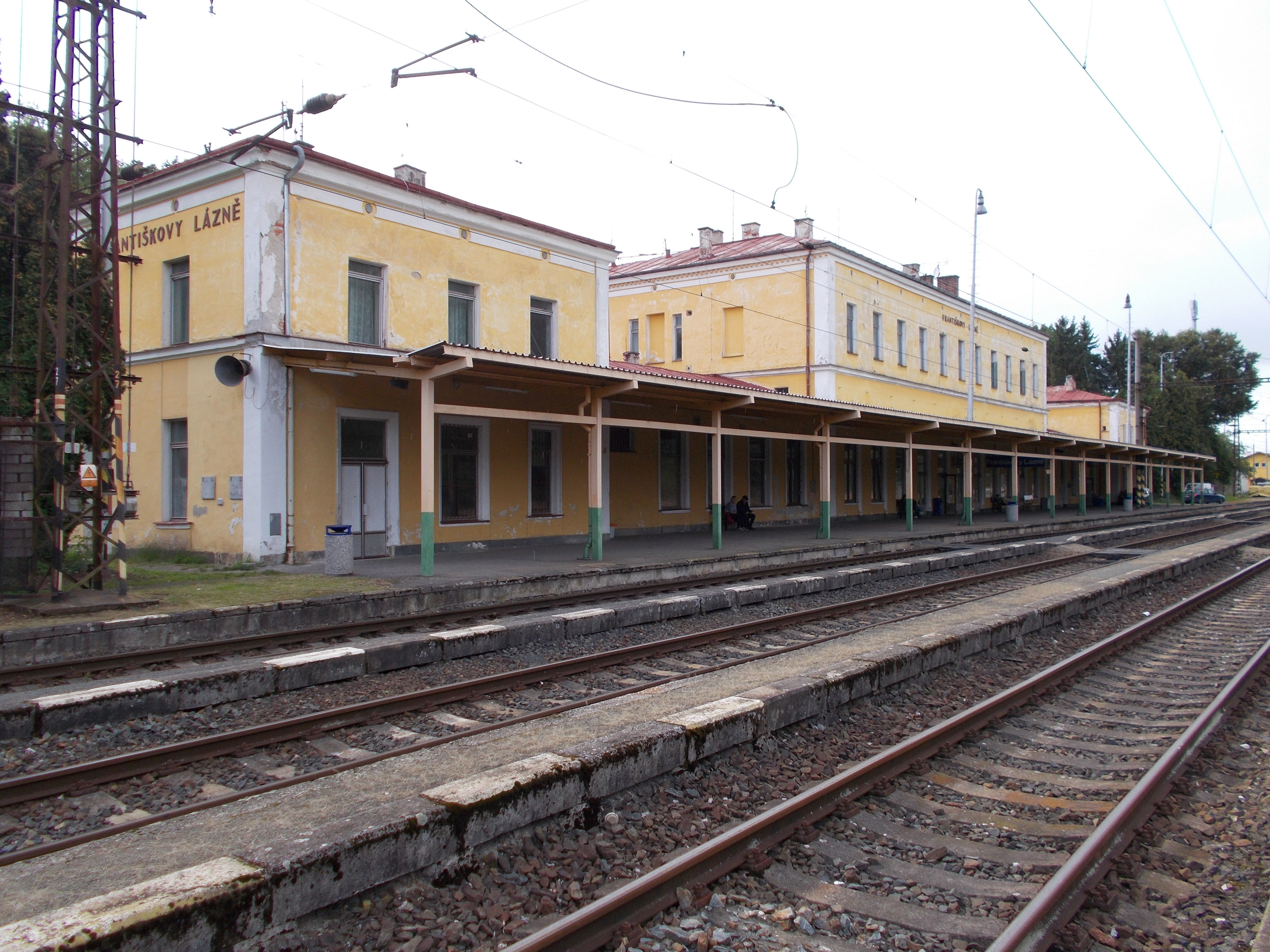
Železniční stanice
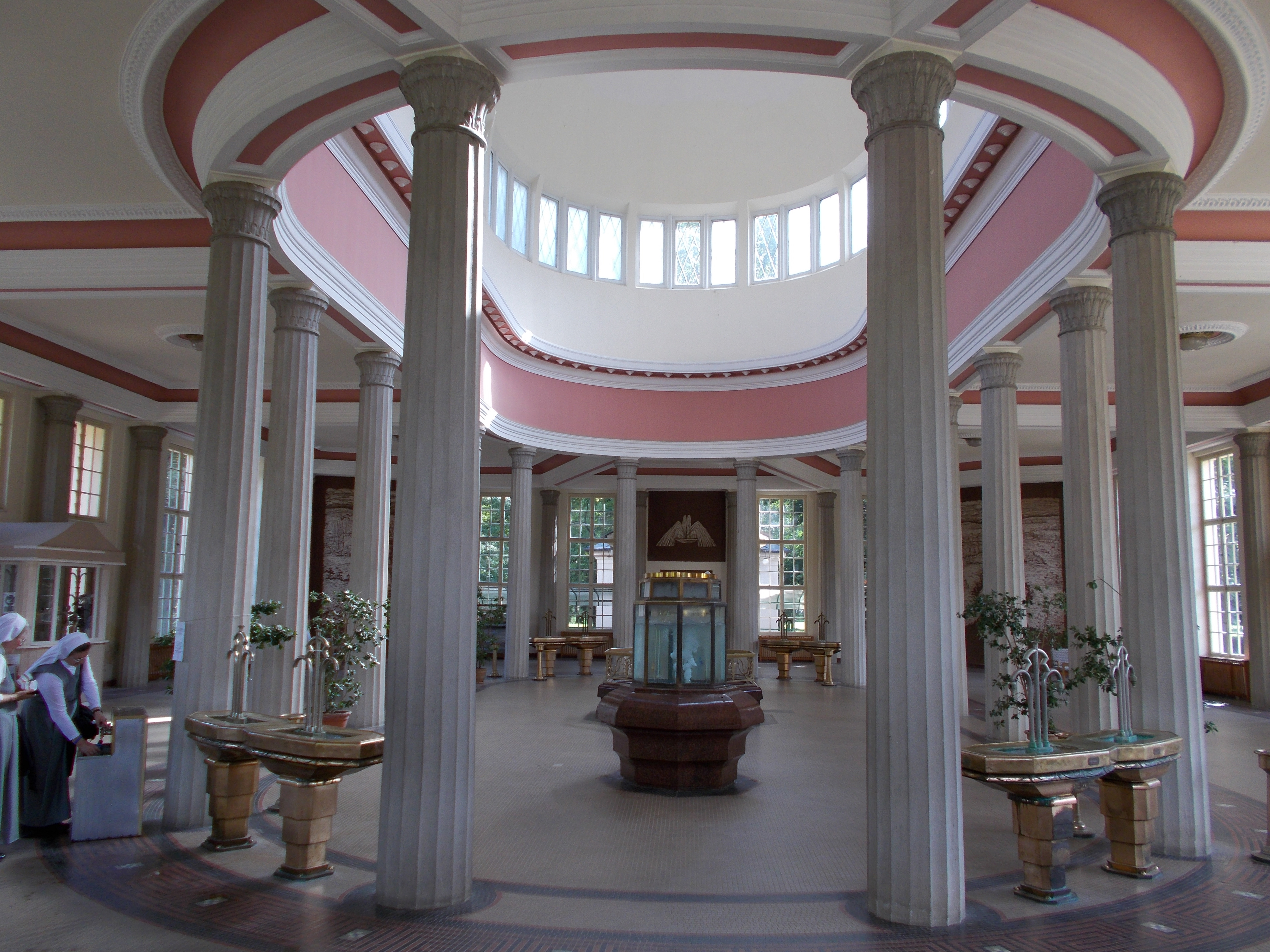
Dvorana Glauberových pramenů
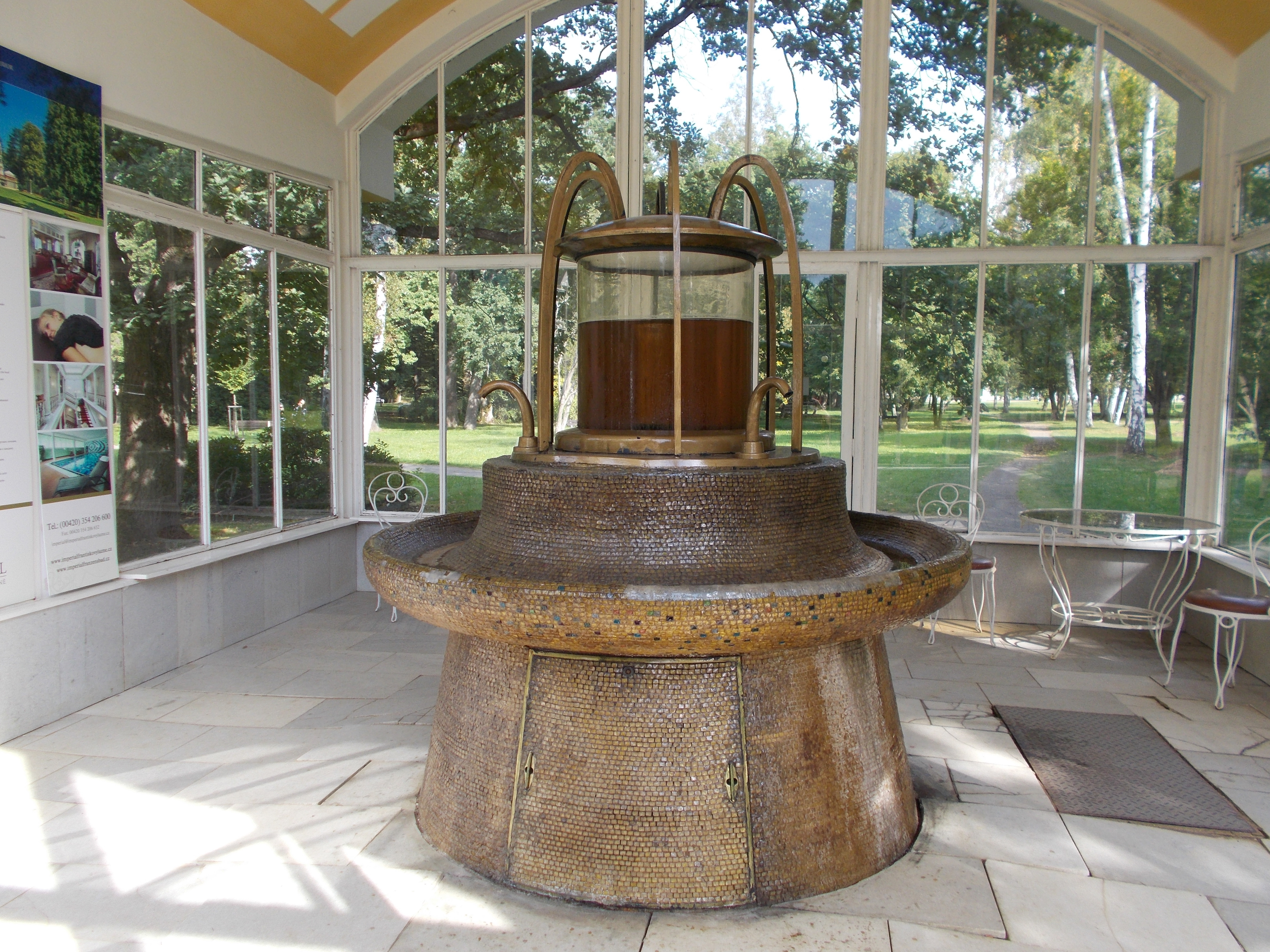
Nový pramen
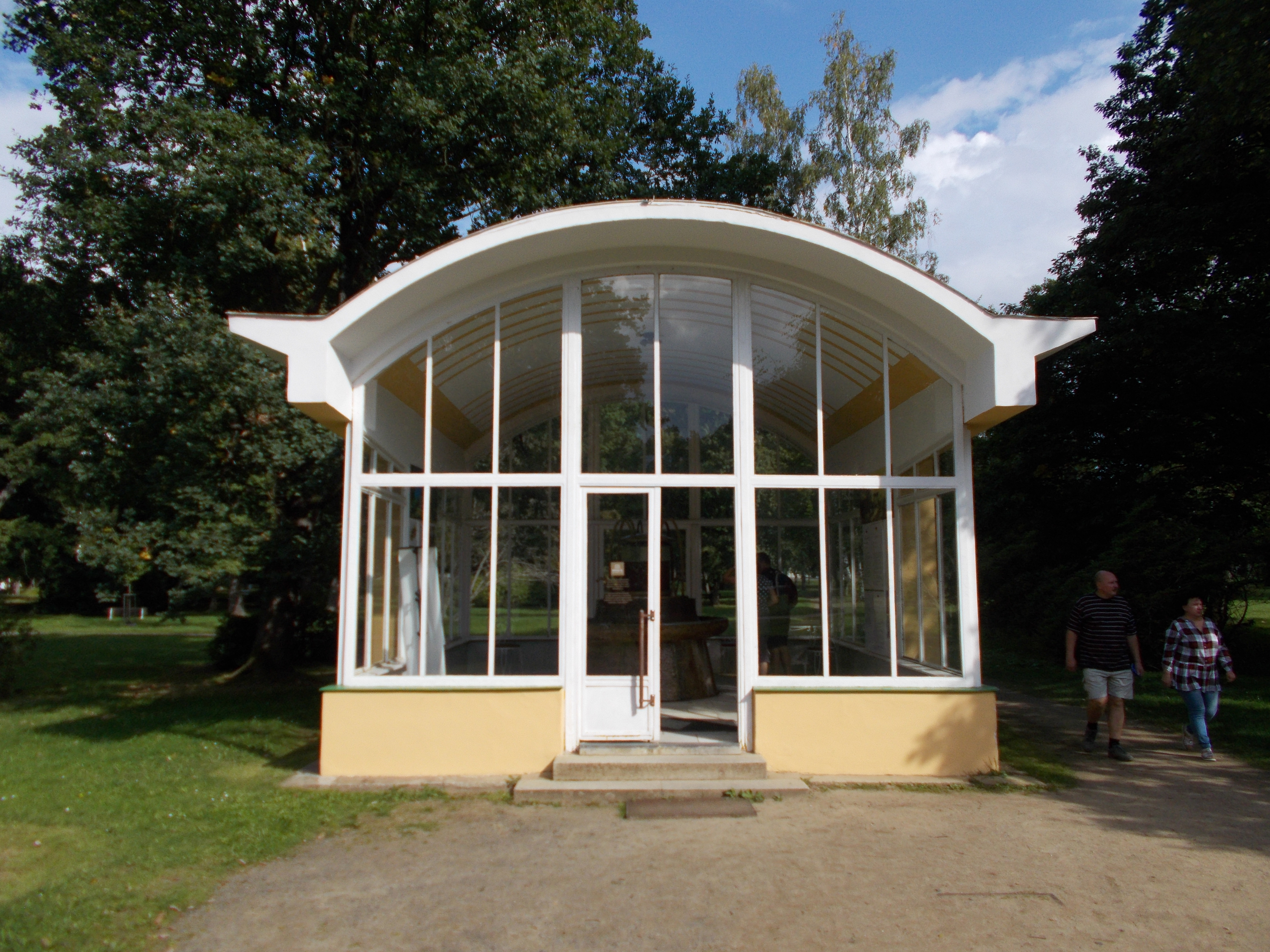
Pavilon Nového pramene
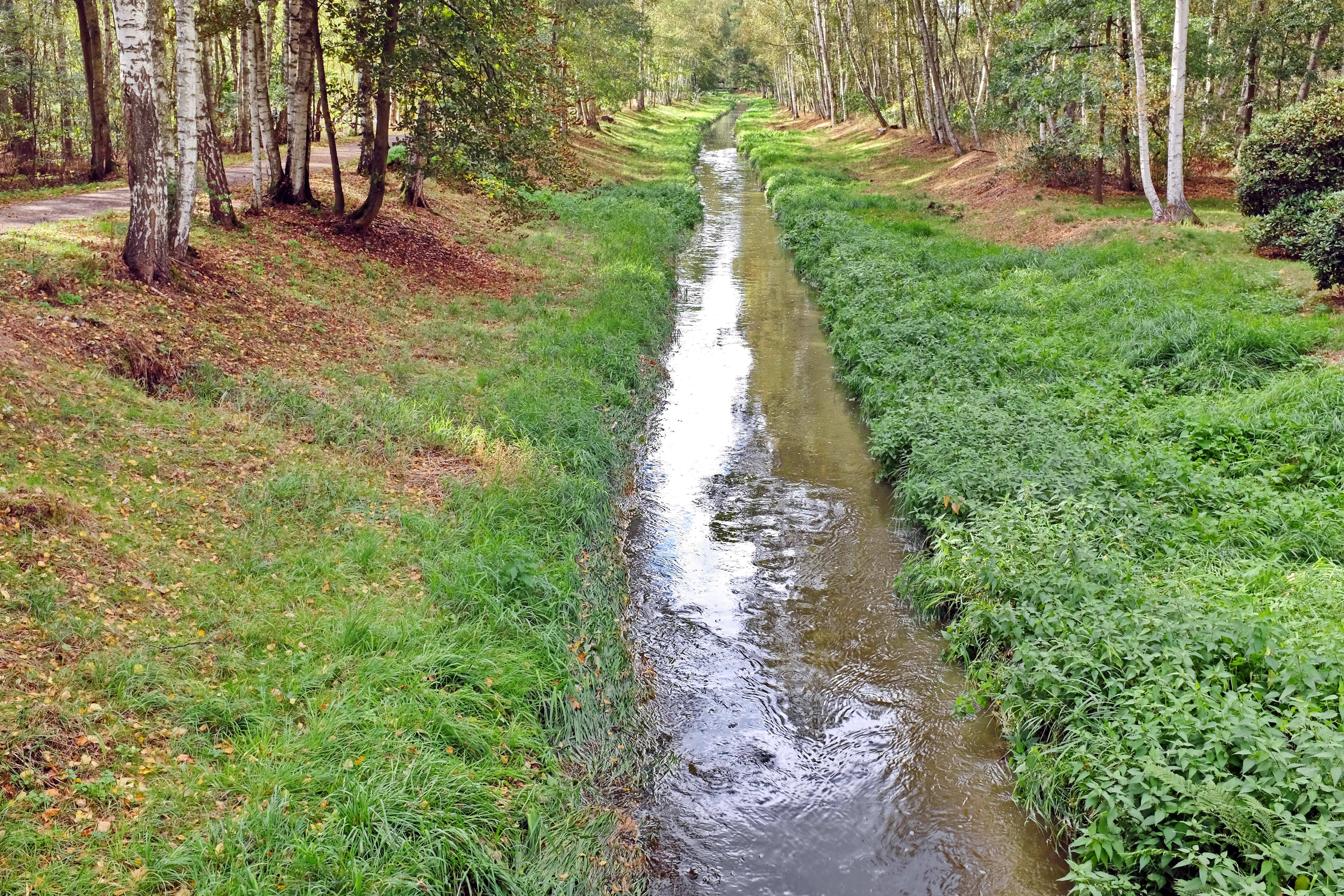
Slatinný potok